# シンガポール

シンガポール共和国
Republic of Singapore（英語）
Republik Singapura（マレー語）
新加坡共和国（簡体字中国語）
新加坡共和國（繁体字中国語）
சிங்கப்பூர் குடியரசு（タミル語）

国の標語：Majulah Singapura
（マレー語：進めシンガポール）
国歌：Majulah Singapura（マレー語）
進めシンガポール

シンガポール共和国（シンガポールきょうわこく、英語: Republic of Singapore、マレー語: Republik Singapura、簡体字: 新加坡共和国; 繁体字: 新加坡共和國、タミル語: சிங்கப்பூர் குடியரசு）、通称シンガポールは、東南アジアに位置し、シンガポール島および60以上の小規模な島々からなる共和制国家。都市国家である。アジア四小龍のうちの一国。
同国は、北はジョホール海峡により半島マレーシアから、南はシンガポール海峡によりインドネシアのリアウ諸島州からおのおの切り離されている。同国は高度に都市化され、原初の現存植生はほとんどない。シンガポールの領土は一貫して埋立てにより拡大してきた。
シンガポールは、教育、娯楽、金融、ヘルスケア、人的資本、イノベーション、物流、製造・技術、観光、貿易・輸送の世界的な中心と位置付けられる。多くの国際ランキングで例年上位に格付けされており、最も「テクノロジー対応」国家（WEF）、国際会議のトップ都市（UIA）、世界で最もスマートな都市である「投資の可能性が最も高い」都市（BERI）、世界で最も安全な国、世界で最も競争力のある経済、3番目に腐敗の少ない国、3番目に大きい外国為替市場、3番目に大きい金融センター、3番目に大きい石油精製貿易センター、5番目に革新的な国、2番目に取引量の大きいコンテナ港湾に指定されている。2013年以来『エコノミスト』は、シンガポールを「最も住みやすい都市」として格付けしている。経済平和研究所によると、シンガポールは世界平和度指数で9位、汚職の少ない国として12位にランクインしている（共に2022年時点）。
シンガポールはアジアで唯一、全ての主要な格付け機関からAAA–を持つ国家であり、世界11か国のうちの1つである。世界的にはシンガポール港とチャンギ国際空港がそれぞれ「マリタイムキャピタル」と「ベスト空港」のタイトルを連続して獲得している。
シンガポールは、購買力平価による1人当たり国内総生産（GDP）が世界で2番目に高く、国連人間開発指数で9位である。これはアジア諸国において最高値で、教育、医療、平均余命、生活の質、個人の安全、住宅などの主要な社会的指標が上位にランクインし、人口の90％が家を所有していることに由来する。

## 概要
シンガポールの島嶼には2世紀に定住が始まり、それ以降は一連の現地の帝国に属した。現代のシンガポールは、1819年にトーマス・ラッフルズがジョホール王国からの許可を得て、イギリス東インド会社の交易所として成立した。
1824年にイギリス帝国が同島の主権を獲得し、1826年にはシンガポールはイギリスの海峡植民地の一つになった。人口が加速度的に増大し、またイギリスの東洋における軍事拠点となった。第二次世界大戦のうち1942年から1945年の間は日本により占領された。
1963年、マラヤ連邦と周辺のイギリス領が統合されて成立したマレーシアの一部として、イギリスから独立。この2年後、全会一致でマレーシア国会が制定した法により、シンガポールはマレーシアから追放された。主権国家としての独立を宣言したシンガポールはその後、急速に発展して大韓民国や中華民国（台湾）、香港とともに「アジア四小龍」の一角として認知されるようになった。
シンガポールは、貿易・交通・金融の中心地の一つであり、世界第5位の金融センター、外国為替市場および世界の港湾取扱貨物量で上位2港のうちの1港である。世界銀行の『ビジネス環境の現状』の報告書では、シンガポールは9年連続で世界で最もビジネス展開に良い国（英語）に選定された。経済平和研究所が発表した2022年時点のビジネス環境ランキングでは10位にランクインしている。
同国の国際化および多様化された経済は貿易に大いに依存し、中でも製造業は同国のGDPのうち30％を計上した（2013年時点）。2020年のシンガポールの1人当たりの実質国民総所得（GNI）は86,480ドルで、世界の諸国でカタールに次いだ。購買力平価説の観点から、世界第3位の1人当りの国民所得を有した（2022年時点）が、世界有数の所得格差も存在する。シンガポールの国債（2015年9月時点）は、3大格付機関全てから最高の格付けを受けている4か国のうちの1つである。
人材開発に積極的なことで知られ、国際ランキング（英語）では教育・医療・経済競争力において、高位に順位付けされる。多文化主義および文化多様性があり、550万人の人口の38％は、永住者およびその他外国籍の人である。シンガポール人は中華系（74.1%）、マレー系（13.4%）、インド系（9.2%）およびユーラシア人に大別でき、大部分は2言語使用者であり、共通語および第2母語として英語を使用する。
シンガポールは、一院制議会政治のウェストミンスター・システムでヘゲモニー政党制の議会制共和国である。1959年の自治開始以来、人民行動党は全ての選挙で勝利してきた。抑制された市民的自由および政治的権利（英語）ならびに低水準の言論の自由を加味し、同党とリー一族の支配により、シンガポールは『準独裁政治体制』に分類されている。
東南アジア諸国連合（ASEAN）原加盟国5か国のうちの1国で、アジア太平洋経済協力（APEC）の事務局設置国でもあり、東アジアサミット、非同盟、イギリス連邦加盟国である。シンガポールの急速な発展は国際情勢において多大な影響力を同国にもたらし、複数のアナリストが同国をミドルパワーに分類している。
ただ、2011年の総選挙において、人民行動党の得票率は60.1%と独立後最低を記録しており、若者を中心に政治に不満を抱く層が増えており、報道の自由が制約され、一党支配で独裁政権である一方、経済的な豊かさを享受し、表向きには華やかなことから「明るい北朝鮮」と論評されている。
シンガポールは事実上1つの都市から構成されているため（都市国家）、シンガポール国内には地方自治体が存在しない。このため、首都も建前上はシンガポール市となっているが、実際には首都（ならびにシンガポール市）は存在しない。

## 国名

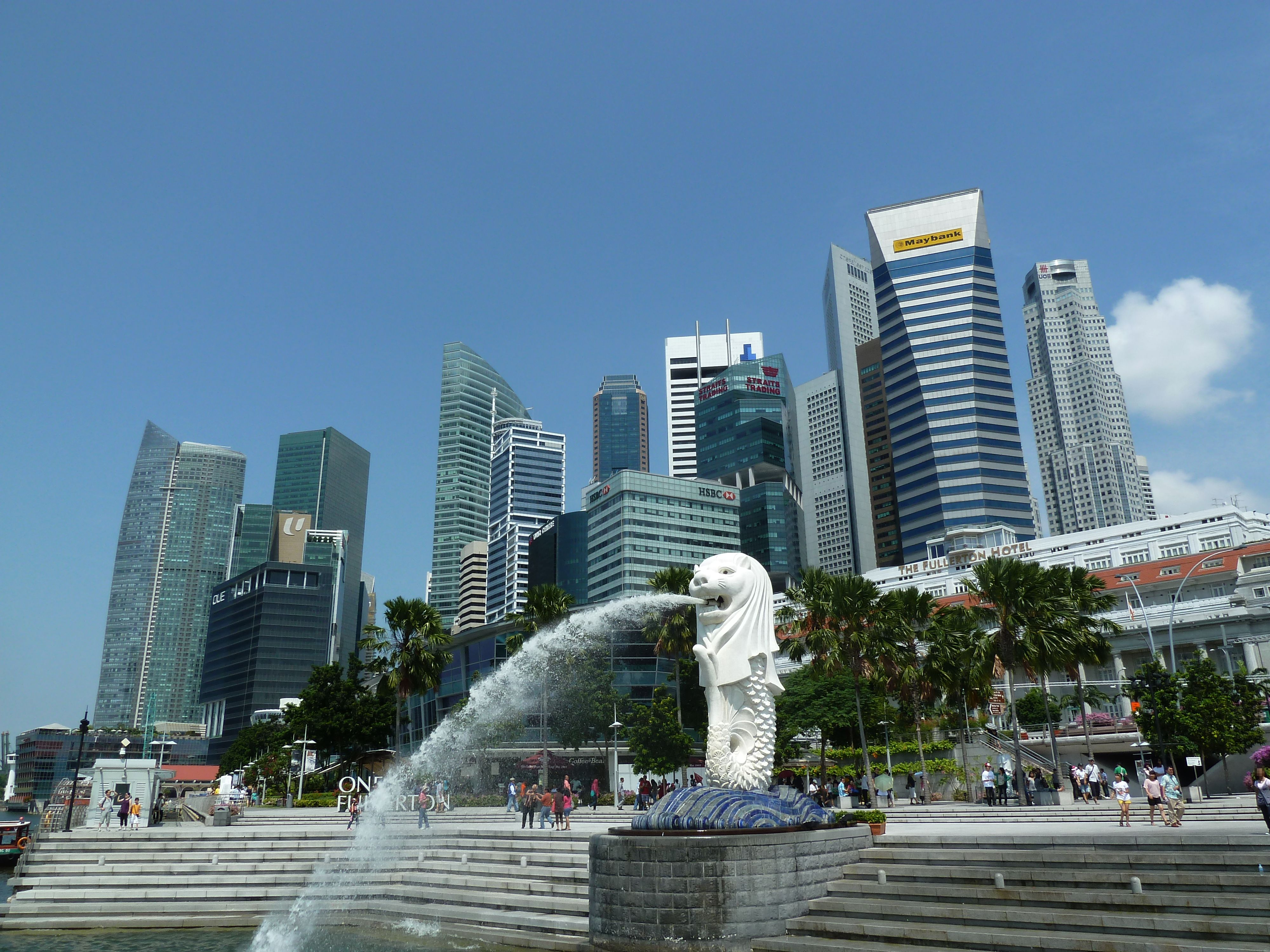
マーライオンを前景としたセントラル地区のダウンタウン・コア

国名はサンスクリット語で獅子を意味する「シンハ（siṃha）」と町を意味する「プーラ」で「獅子の町」に由来する。
国語はマレー語であるが、公用語が4言語あり、正式名称も各言語ごとにある。
- Republic of Singapore （英語：リパブリック・オブ・スィンガポー[注釈 2]）
- 新加坡共和国（標準中国語：Xīnjiāpō Gònghéguó シンチャーポー コンホークオ、閩南語（福建話）：Sin-ka-pho Kiōng-hô-kok シンカーポー キョンホーコック、広東語：Sān'gabō Guhng'wòhgwok サンカーポー コンウォークオック）
- Republik Singapura （マレー語：リプブリク・スィンガプラ）
- சிங்கப்பூர் குடியரச（タミル語：スィンガップール・クディヤラク）

通称はSingapore （英語）、新加坡（中国語、旧称：星加坡、略称：星洲、星港）、Singapura （マレー語）、சிங்கப்பூர் （タミル語）。漢字表記は新加坡であるが、新嘉坡と表記されることもある。略称は星が用いられるが、これは第二次世界大戦前に星加坡、星港、星洲などの漢字表記が用いられたことにちなむ。
マレー語の「スィンガプラ（Singapura）」を直訳すると「ライオンの町」となるため「Lion City」の愛称で呼ばれる。また、シンガポール原産のネコの種類名「シンガプーラ」はマレー語の発音が由来である。
日本語の「シンガポール」は、英語表記のイギリス英語発音を真似てローマ字読みしたものである。また、第二次世界大戦で交戦国イギリスの領土であったシンガポールを占領した日本は、1942年2月に「昭南島」と改称した（しょうなんとう、昭和に手に入れた南の島の意味）。このことから「昭」と略す場合もあった。
1998年のアジア版の『ウォール・ストリート・ジャーナル』紙に掲載された第3代インドネシア大統領のユスフ・ハビビの発言に由来し「リトル・レッド・ドット」という愛称が使われるようになった。

## 歴史
- 1400年ごろ 現在のシンガポール領域にマラッカ王国建国。パレメスラワが王となる。
- 1511年 マラッカがポルトガルに占領され、マラッカ王国が滅亡。マラッカ王国の王はマレー半島のジョホールに移動、ジョホール王国建国。それに伴いジョホール王国により、現在のシンガポール領域は支配される。
- 1819年 イギリス人のトーマス・ラッフルズがシンガポール上陸。ジョホール王国の許可を得て商館建設[17]。
- 1824年 正式にイギリスの植民地となる。
- 1832年 海峡植民地の首都に定められる。
- 1942年 シンガポールの戦いを経て、1945年まで日本軍による占領。
- 1959年 イギリスより自治権の獲得。シンガポール自治州となる。
- 1963年 マレーシア独立。その1州（シンガポール州）として参加。
- 1965年 マレーシアより分離。シンガポール共和国として独立。

## 地理

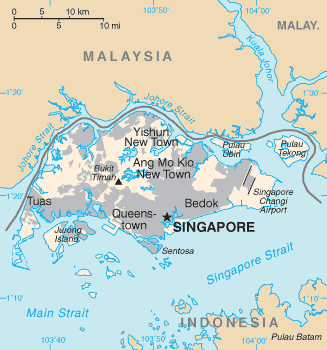
シンガポールの地理

東南アジアのほぼ中心、赤道直下の北緯1度17分、東経103度51分に位置する。北のマレー半島（マレーシア）とはジョホール海峡で隔てられており、マレーシアとは経済交流も盛んである。シンガポール・チャンギ国際空港は島の東端に位置する。シンガポール島の南に隣接するセントーサ島は、リゾート地としての開発が進んでいる。
63の島からなり、最大の島はシンガポール島（東西42km、南北23km）である。国土の最高地点はシンガポール島にあるブキッ・ティマ（163m）。シンガポール島には沖積平野が広がる。他の島はいずれも小さく、44の島は面積が1平方kmを下回る。国土面積は世界175位で、東京23区とほぼ同じ広さ（琵琶湖ともいわれている）である。人口密度はモナコ公国に次いで世界第2位である。
以前はシンガポール川沿いには倉庫が立ち並び、アジア各地を往来する無数の貿易船が停泊する貿易港として繁栄するも、やがて放棄され時代の名残となっていった。現在は多くの地域がレストラン街やオフィス街に改装されており、観光客だけではなく、地元民も多く立ち寄る地域となっている。シンガポールには山と呼べる高さの山はないため、川の流れは非常に緩やかで、人々が川で蟹や魚を獲る光景を見かけることもあるが、流れが緩やかなこともあり、水質は濁流であまり良くない。ただ夜になると、橋などがライトアップされ、華やかな飲食街の灯りと観光船の光とともに、川の景観を一変させる。

### 気候
赤道直下に位置するため、一年を通じて高温かつ多湿である。モンスーン地帯に含まれるが、雨季と乾季の区別は明確ではないものの、北東モンスーンの影響により、11月から3月にかけて降水量が多い。5月から9月は南西モンスーンのために、1回当たりの雨量が増え、強風に見舞われる。この南西モンスーンに乗って、隣国インドネシアスマトラ島の焼畑農業や山火事の煙が流れ込み、ヘイズと呼ばれる煙霧になることがある。インドネシアの乾期にあたる8月から11月ごろになると大気汚染が特に酷くなり、健康への被害が懸念されるレベルとなっている。
ケッペンの気候区分によると、乾季のない熱帯雨林気候 (Af) に分類される。首都シンガポールは標高5mであり、年平均気温は27.4度、1月の気温は26.4度、7月は27.9度である。11月から1月にかけては雨季の影響もあり比較的涼しい。年平均降水量は2,350mm。
| シンガポール（1991年 - 2020年）の気候 | シンガポール（1991年 - 2020年）の気候 | シンガポール（1991年 - 2020年）の気候 | シンガポール（1991年 - 2020年）の気候 | シンガポール（1991年 - 2020年）の気候 | シンガポール（1991年 - 2020年）の気候 | シンガポール（1991年 - 2020年）の気候 | シンガポール（1991年 - 2020年）の気候 | シンガポール（1991年 - 2020年）の気候 | シンガポール（1991年 - 2020年）の気候 | シンガポール（1991年 - 2020年）の気候 | シンガポール（1991年 - 2020年）の気候 | シンガポール（1991年 - 2020年）の気候 | シンガポール（1991年 - 2020年）の気候 |
| 月                                    | 1月                                   | 2月                                   | 3月                                   | 4月                                   | 5月                                   | 6月                                   | 7月                                   | 8月                                   | 9月                                   | 10月                                  | 11月                                  | 12月                                  | 年                                    |
| ------------------------------------- | ------------------------------------- | ------------------------------------- | ------------------------------------- | ------------------------------------- | ------------------------------------- | ------------------------------------- | ------------------------------------- | ------------------------------------- | ------------------------------------- | ------------------------------------- | ------------------------------------- | ------------------------------------- | ------------------------------------- |
| 最高気温記録 °C （°F）                | 35.2 (95.4)                           | 35.2 (95.4)                           | 36.0 (96.8)                           | 35.8 (96.4)                           | 35.4 (95.7)                           | 35.0 (95)                             | 34.0 (93.2)                           | 34.2 (93.6)                           | 34.4 (93.9)                           | 34.6 (94.3)                           | 34.4 (93.9)                           | 33.8 (92.8)                           | 36.0 (96.8)                           |
| 平均最高気温 °C （°F）                | 30.6 (87.1)                           | 31.5 (88.7)                           | 32.2 (90)                             | 32.4 (90.3)                           | 32.3 (90.1)                           | 31.9 (89.4)                           | 31.4 (88.5)                           | 31.4 (88.5)                           | 31.6 (88.9)                           | 31.8 (89.2)                           | 31.2 (88.2)                           | 30.5 (86.9)                           | 31.6 (88.9)                           |
| 日平均気温 °C （°F）                  | 26.8 (80.2)                           | 27.3 (81.1)                           | 27.8 (82)                             | 28.2 (82.8)                           | 28.6 (83.5)                           | 28.5 (83.3)                           | 28.2 (82.8)                           | 28.1 (82.6)                           | 28.0 (82.4)                           | 27.9 (82.2)                           | 27.2 (81)                             | 26.8 (80.2)                           | 27.8 (82)                             |
| 平均最低気温 °C （°F）                | 24.3 (75.7)                           | 24.6 (76.3)                           | 24.9 (76.8)                           | 25.3 (77.5)                           | 25.7 (78.3)                           | 25.7 (78.3)                           | 25.4 (77.7)                           | 25.3 (77.5)                           | 25.2 (77.4)                           | 25.0 (77)                             | 24.6 (76.3)                           | 24.3 (75.7)                           | 25.0 (77)                             |
| 最低気温記録 °C （°F）                | 19.4 (66.9)                           | 19.7 (67.5)                           | 20.2 (68.4)                           | 20.7 (69.3)                           | 21.2 (70.2)                           | 20.8 (69.4)                           | 19.7 (67.5)                           | 20.2 (68.4)                           | 20.7 (69.3)                           | 20.6 (69.1)                           | 21.1 (70)                             | 20.6 (69.1)                           | 19.4 (66.9)                           |
| 雨量 mm （inch）                      | 221.6 (8.724)                         | 105.1 (4.138)                         | 151.7 (5.972)                         | 164.3 (6.469)                         | 164.3 (6.469)                         | 135.3 (5.327)                         | 146.6 (5.772)                         | 146.9 (5.783)                         | 124.9 (4.917)                         | 168.3 (6.626)                         | 252.3 (9.933)                         | 331.9 (13.067)                        | 2,113.2 (83.197)                      |
| 平均降雨日数 （≥0.2 mm）              | 13                                    | 9                                     | 12                                    | 15                                    | 15                                    | 13                                    | 14                                    | 14                                    | 13                                    | 15                                    | 19                                    | 19                                    | 171                                   |
| % 湿度                                | 83.5                                  | 81.2                                  | 81.7                                  | 82.6                                  | 82.3                                  | 80.9                                  | 80.9                                  | 80.7                                  | 80.7                                  | 81.5                                  | 84.9                                  | 85.5                                  | 82.2                                  |
| 平均月間日照時間                      | 180.4                                 | 198.6                                 | 196.6                                 | 182.4                                 | 184.8                                 | 175.4                                 | 188.5                                 | 184.6                                 | 161.4                                 | 155.0                                 | 133.2                                 | 133.1                                 | 2,074                                 |
| 出典1：National Environment Agency    |                                       |                                       |                                       |                                       |                                       |                                       |                                       |                                       |                                       |                                       |                                       |                                       |                                       |
| 出典2：NOAA (sun only, 1991–2020)     |                                       |                                       |                                       |                                       |                                       |                                       |                                       |                                       |                                       |                                       |                                       |                                       |                                       |

### 水資源

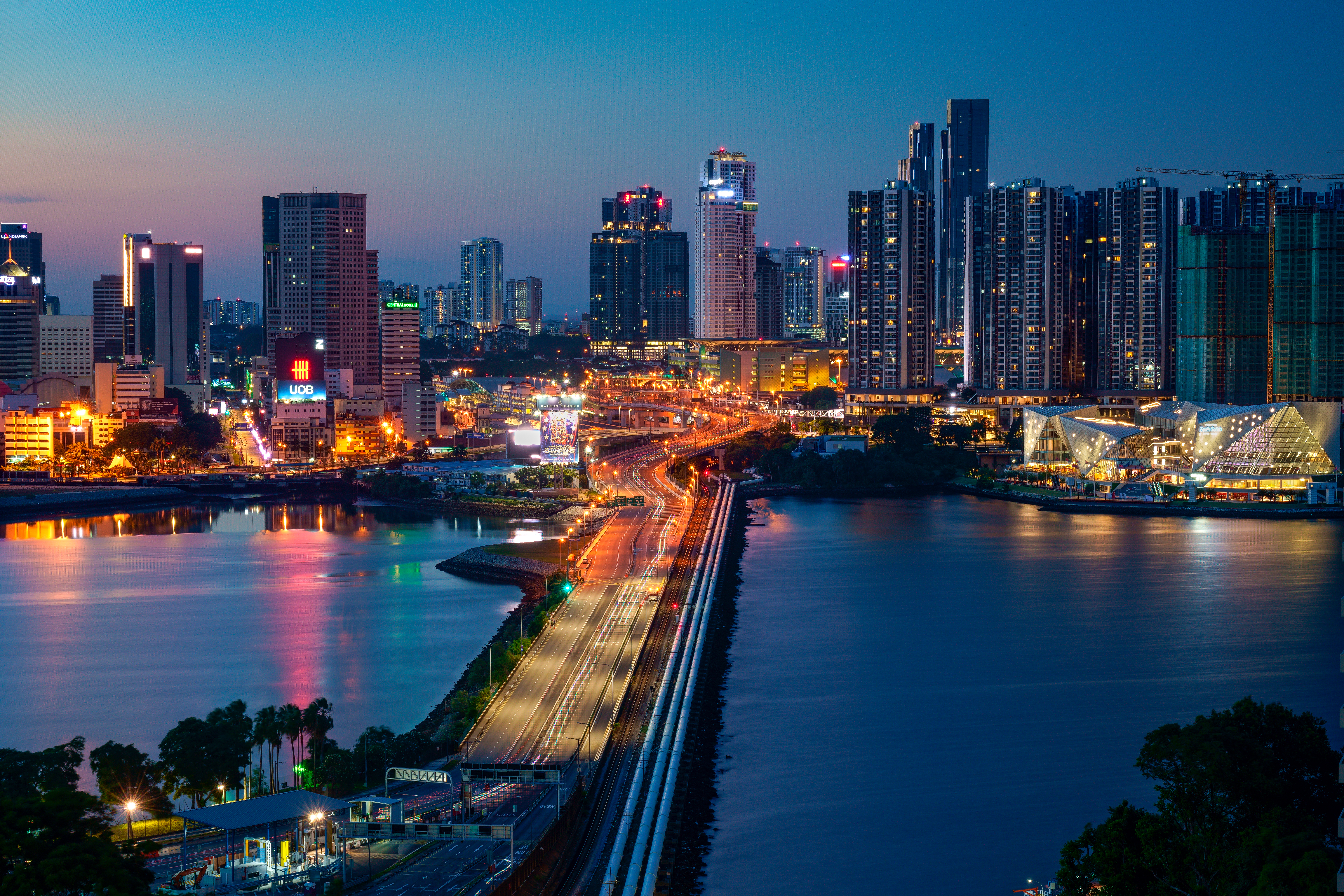
シンガポール側から見るコーズウェイ。対岸はジョホールバル。コーズウェイ上には3本の水道管が設置されている。

高低差の少ない狭い国土では水源に乏しいため、国内の多数の貯水池と隣国マレーシアから輸入した原水で、清潔な水の需要に応じてきた。
マレーシアとの間で、1961年にテブラウ川・スクダイ川を水源とする「The Tebrau and Scudai Rivers Water Agreement」、1962年にジョホール川を水源とする「The Johor River Water Agreement」を締結し、それぞれ2011年、2061年まで原水を1,000ガロン当たり0.03リンギットで輸入することができる。なお、2011年に期限を迎えた協定は、国内での水資源自給率向上を理由に契約を更新せずに終了している。
必ずしも良好な関係とはいえない隣国のマレーシアが、1998年には「シンガポールへの水の供給を停止する」という威嚇的な発言で外交圧力をかけてきたことや、21世紀に入ってからは「水の価格を100倍へ上げる」との要求に対応を迫られるなど、マレーシアからの水輸入の契約期限である2061年に向け、水資源の問題はシンガポールの大きな弱みとなっている。
同国政府はこうした資源問題への根本的な解決策として、2003年から日本の逆浸透膜を使った海水淡水化による高度濾過技術を導入して、国内の下水を再処理し、飲用水にも利用可能とする「ニューウォーター」（NEWater）計画を開始しており、国内の水需要の30%をこの再生水で賄う方針とした。2011年時点、NEWaterの工場はMRT・チャンギ車両基地に隣接しており、見学ツアーも設けられている。また、シンガポール水処理大手のハイフラックスの技術を使い、マリーナ湾の湾口をせき止めて完成した「マリーナ・バレッジ」は、将来、淡水を得て飲用に供するための可動堰式ダムである。この貯水池では、国内の水需要の1割を供給する計画であった（2015年時点）。

## 政治

定数1の小選挙区
定数4の集団選挙区
定数5の集団選挙区
定数6の集団選挙区

1957年に「シンガポール市民権法」が成立し、18歳以上に選挙権が与えられる。投票は義務制。1959年には初の普通選挙が行われ、この年の総選挙から理由なき棄権には罰金が科されることになった。義務制は2020年代も継続している。
1959年から1984年総選挙まで小選挙区制であったが、1988年から小選挙区制に並列してグループ選挙区制度が導入された。この制度は定数が単数もしくは複数の選挙区で最多票を得た政党がその選挙区の定数を総取りする規則であり（アメリカ大統領選挙に似る）、また候補者の中に必ず中華系以外の少数民族候補を含めなければならず、多数派の人民行動党が常に有利になる選挙システムとなっている。そのため、憲法に指導政党が定められていないだけの事実上の一党独裁制とされることもある。
民族暴動を機に、マレーシアから追い出されるように独立した経緯から、国内民族問題に敏感であり、民族対立を煽るような言論・表現は煽動法や宗教調和維持法などによって、厳しく取り締まられる。
一方、トランスペアレンシー・インターナショナルの腐敗認識指数によると、公職における汚職の少なさでは、世界トップクラス、日本を抜いてアジア1位であり、欧米以外では最も行政・政治腐敗の少ない国家である。経済平和研究所（Institute for Economics and Peace）が2022年に発表した「政府の質指数」（汚職の防止、横領の抑止、エリート派閥の形成の防止によって決定される）によると、シンガポールは1.602で世界12位、アジア1位である。

### 国会

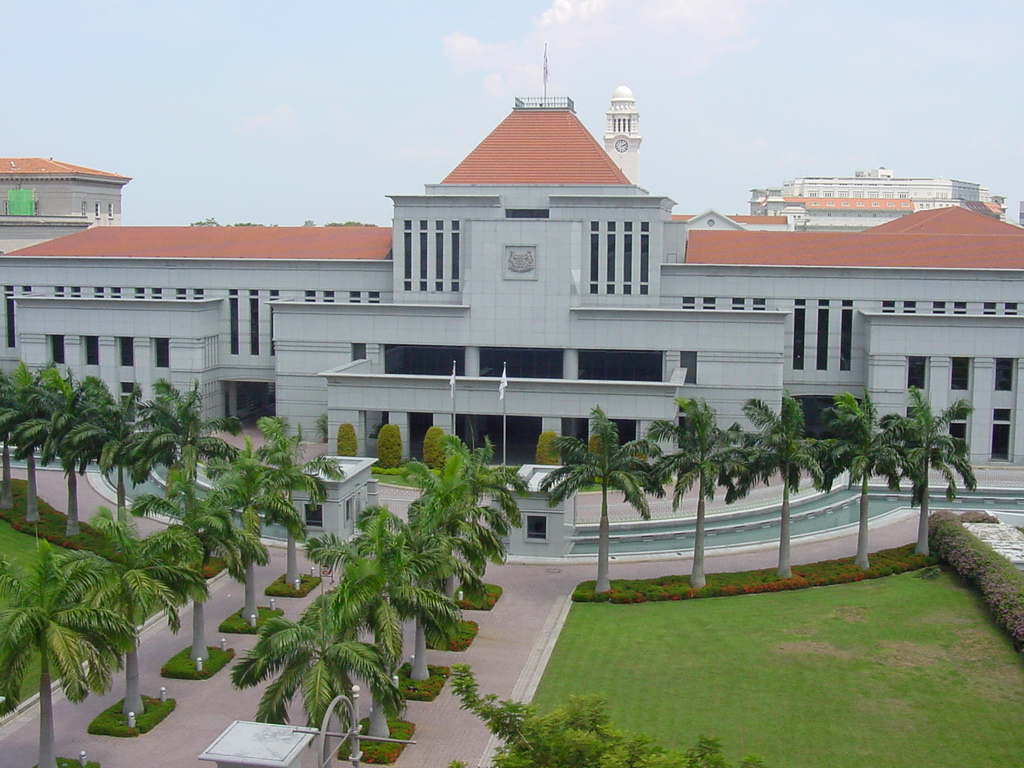
シンガポール国会議事堂

国会は一院制。任期5年。解散あり。定数は選挙区選出83、非選挙区選出0-6、任命9。非選挙区選出は野党懐柔のために設けられた枠で、選挙区選出枠以外は、憲法改正案、予算案の議決権を持たない。

### 選挙

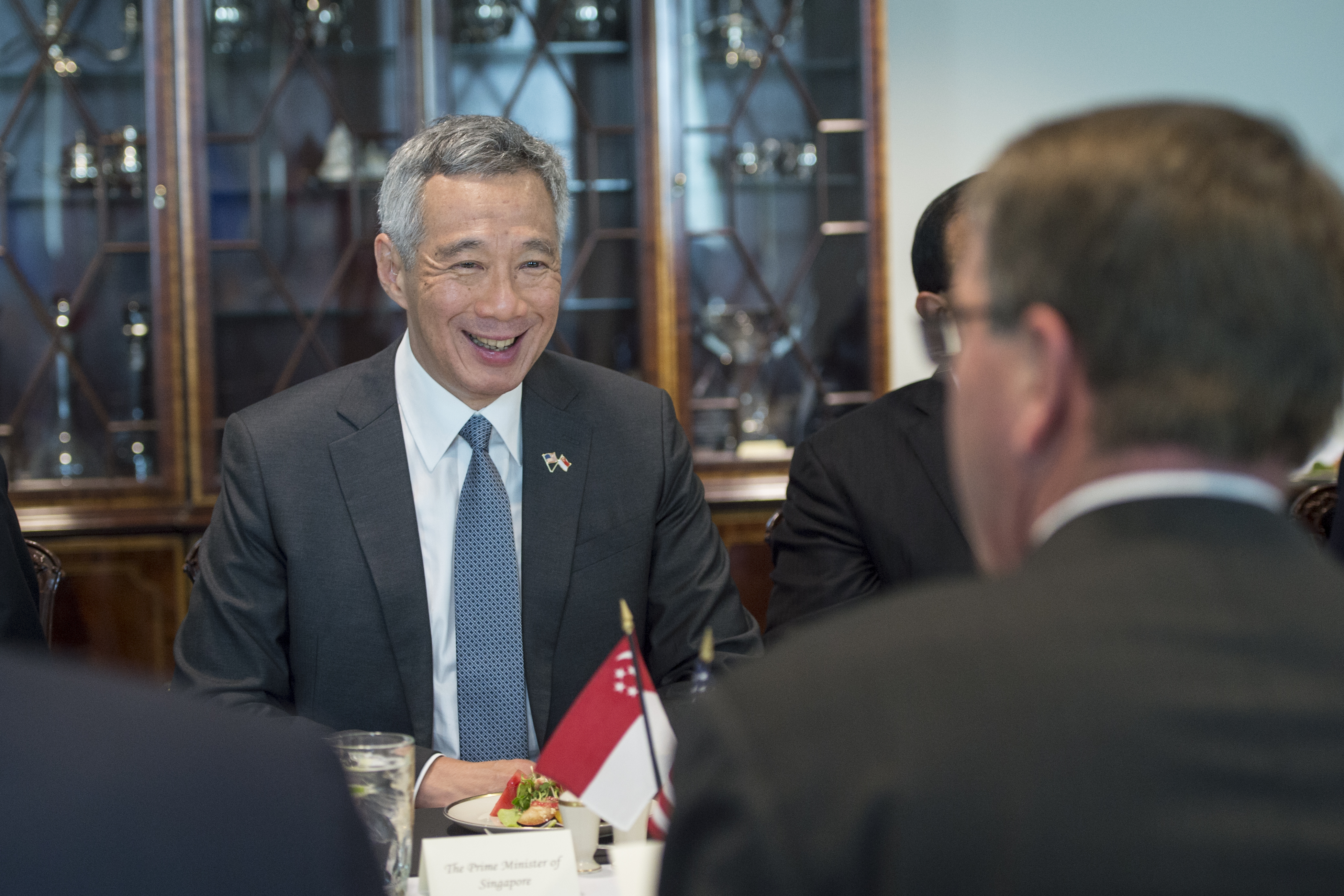
リー・シェンロン上級相

1968年から1981年までの13年間は、国会の全議席を人民行動党が占めていた。その後の総選挙でも1984年は定数79で人民行動党77、野党2。1988年は定数81で人民行動党80、野党1。1991年は定数81で人民行動党77、野党4であった。
供託金は候補者1人当たり13000シンガポールドルで、供託金没収点は有効得票÷定数の8分の1である。
2001年総選挙
2001年総選挙は9月28日には選挙人名簿の縦覧を開始。10月18日に議会の解散が行われ、10月25日総選挙が告示された。投票日は9日後の11月3日であった。日程は野党の選挙態勢を整わせないよう極めて慌ただしく進められた。結果は、人民行動党82、労働者党1。野党議席が3に満たなかったため、非選挙区選出枠からシンガポール民主連合1人が選出された。人民行動党は得票率75.29%で98.80%の選挙区議席を獲得している。
2006年総選挙
2006年5月6日、総選挙が投開票された。与党・人民行動党 (PAP) が全84議席のうち82議席を獲得した。得票率は2001年の総選挙より8.7ポイント低下し、66.59%であった。投票率は94%で、有権者数は122万人。37議席は人民行動党候補が無投票当選。選挙が行われた47議席中人民行動党が45議席を獲得した。野党は1988年以来過半数を上回る候補を立てられず、政権を争うという意味では選挙前から「不戦敗」の状況が続いてきたが、回避した。労働者党が1議席（ラウ・アキアン書記長）、シンガポール民主連合が1議席（チャム・シートン新人民党書記長）を獲得した。与党の得票率は、2001年は75.29%、2006年は、8.7ポイント下がって66.59%。野党の2人はいずれも前回よりも得票率を伸ばした。人民行動党は1965年のシンガポール独立以来、単独政権を維持してきた。
2011年総選挙
2011年5月7日、総選挙が投開票された。野党は、立候補届け出が遅れて受理されなかったタンジョン・パガー選挙区（定数5）を除いて候補を擁立し、全87議席のうち82議席で選挙戦となった。またインターネットでの選挙活動が解禁された。その結果、与党・人民行動党（PAP）が全87議席のうち81議席を獲得したものの、野党・労働者党（WP）が1集団選挙区で勝利して過去最多となる6議席を獲得した。同集団選挙区では外務大臣ジョージ・ヨーが人民行動党のグループを率いており、現役閣僚が落選するという与党には厳しい結果となった。集団選挙区で人民行動党が敗北するのは史上初。野党のシンガポール人民党（SPP）は改選前の1議席を守れず議席を失った。人民行動党の得票率は60.1%と、過去最低だった1991年総選挙時の60.9%を下回った。投票率は93.06%であった。
2012年補欠選挙
2012年5月27日、野党労働者党議員の不倫発覚後、国外逃亡して2月に自動失職したホーガン選挙区（定数1）の補欠選挙が行われた。結果は与党人民行動党が圧倒的有利にもかかわらず、野党労働者党の候補が6割以上の得票率で勝利した。争点が野党の不祥事より移民政策の方が大きくなり、外国人を積極的に受け入れている政権与党が否定的な野党に敗北した格好となった。
2015年総選挙
2015年9月11日、シンガポールで総選挙が行われた。結果、首相のリー・シェンロン氏率いる人民行動党が、全89議席のうち83議席と圧勝した。野党・労働者党は6議席を守ったが、人民行動党は得票率を69.9%に回復させた。地元紙『ストレートタイムズ』は与党圧勝の理由を7つあったと分析した（独立50周年要素、死去したリー・クアンユー元首相の弔い合戦効果、政策の変更、WPが管理するタウン・カウンシルの運営をめぐる過失、抜本的な変化への恐れ、選挙の顔の7つ）。
2020年総選挙
2020年7月10日、新型コロナウイルス感染症拡大の中、総選挙が行われた。結果は、人民行動党（PAP）が83議席を獲得し勝利したものの、得票率は前回15年の69.9%から61.2%に大きく下がった。一方で、野党の労働者党は前回の6議席から10議席と議席数を増やし、シンガポール独立以来、初めて野党の議席数が2ケタに達した。リー・シェンロン首相は、若年層のPAP離れが苦戦の原因との認識を示した。

### 法律
シンガポールの法体系はイングランド法を基礎としている。主要な法分野（特に行政法、契約法、衡平法および信託法、財産法、不法行為法）は、その一部が立法により修正がなされたものの、主に判例法の体系によっている。刑法、会社法、家族法を含む他の領域は、その性質上、主として制定法となっている。
シンガポールにおける判例がない場合はイギリスにおける判例法を参照するか、シンガポールの法律のモデルとなったイングランド法の解釈を援用することがある。最近においては、イギリス本土のアプローチが不適当であるときに、同じ英連邦の主要国であるオーストラリアやカナダの判例を参照する傾向が強く、またイギリスの判例に依拠せずシンガポールの裁判所が独自の判断を下すケースも増えてきているという。一部のシンガポールの法律は、イギリス法を継承したものではなく、他の法体系に起源を有するものがあり、それらの法律は最初の立法時の経緯を斟酌し母国法を参照する。例えば、証拠法や一部の刑法の取り扱いはインド法に基づいて解釈されることがある。憲法解釈については、他国の例を参照することを嫌い、シンガポール国内の政治的・社会的状況を斟酌して解釈される。
刑事法や取締法規については一般的にいって厳格であり、裁判所の許可のない拘留を認めることや、イギリス植民地時代に制定された、組織について政府が管理権を有する結社法が未だに存在し、身体刑と死刑が実施されている。
なお、あらゆる形態のポルノは禁止されている。

### 死刑制度
世界的にも厳しい死刑制度を維持している。人口あたりの死刑執行件数は、正確な統計がある国家としては最も高い。特に、薬物に関する犯罪については厳しく、麻薬の密輸で有罪になった時は死刑のみが適用されたため、入国カードにも「麻薬密輸者は死刑」と警告文が書いてある。外国人の麻薬密売業者が死刑になった事例が存在し、死刑廃止国との間で外交問題に発展したことがある。死刑の方法はイギリス式の絞首刑であり、死刑執行人が存在する。
ただし、近年では一部の厳しい規則は改定されることもあり、麻薬密輸で有罪になった場合に死刑が適用される条文については、2012年に停止されている。
シンガポールにおける刑罰が厳しいのは、太平洋戦争中の日本占領地時代において、厳罰化が犯罪抑止に対して効果があったことをリー・クアンユーが認めたためでもある。

### 仲裁
国際取引に関する紛争の解決方法としては、一般に訴訟よりも仲裁が広く用いられているが、アジアではシンガポールの仲裁、シンガポール国際仲裁センター（SIAC）が広く利用されている。このことはシンガポール、さらにはイギリス法系の法律家にとって、巨大なリーガルマーケットを意味しており、シンガポールにとっては、国家的な戦略と位置付けられる。2015年には、シンガポールへの申立件数が271件と5年で4割増え、主に外国企業同士の案件を扱う機関では、香港の国際仲裁センター（HKIAC）と並びアジア首位になった。2011年にアメリカ合衆国とコンゴ民主共和国の間での仲裁判断について、香港最高裁が中華人民共和国本土政府の見解を仰いだことから、HKIACの司法独立性に対して不信感を印象付けた。

### ラッシュアワー対策
シンガポール陸上交通庁のLTAは2013年4月、MRTの平日始発から午前7:45までを完全無料化し、乗車運賃を浮かせたい人の乗車時間をずらすことで、通勤時間帯のラッシュアワー混雑を緩和する政策を打ち出した。2023年現在では、平日の始発から朝7:45までに改札を入場した乗車が全て一律50セント引き（大人初乗り3.2kmは99セントなのでほぼ5割引）となる施策へ変更されている。またタクシーでは朝晩のラッシュアワーでは25%の割増料金を設定するなど、加算料金を課している。

## 国際関係
旧宗主国のイギリスや、太平洋地域での有力国である日本やオーストラリア、さらには北朝鮮を含めて各国と貿易を行っている。日本などを含む環太平洋パートナーシップ協定（TPP11協定）参加国である。隣国であるマレーシアやインドネシア、タイ王国などの東南アジア諸国連合（ASEAN）諸国とも密接な関係を持っている。
また、中華人民共和国と中華民国（台湾）の双方と密接な関係を持つため、1993年に初の公式対話だった辜汪会談の仲介国となっており、1949年の分断後初となる2015年の中台首脳会談の際は、シンガポールが会場となった。2018年6月12日の米朝首脳会談でもホスト国となった。
経済平和研究所が2022年に発表した、国内近隣対外平等法、国家安全保障経済対外効果、観光客対居住者比率によって決定される近隣諸国国際関係ランキングでは、シンガポールは世界第19位、アジアでは世界第14位の日本に次いで第2位となっている。

### 対マレーシア関係
隣国で元々は同じ国であったマレーシアとは、水や領土、開発問題、欧米諸国へ対する姿勢などで、軍事衝突は無いものの外交摩擦は度々起こしており、心理的・物理的に密接ながら、複雑な関係といえる。
東南アジア諸国連合の一員でありながら、欧米諸国（と日本）との貿易や金融に過度に依存した都市国家である故に、主な「顧客」である欧米諸国（キリスト教国）におもねる中立的な言動を取ることが多いため、マレーシア以外のほかのアジア諸国（主にイスラム国家）とも、幾度にわたり外交的な衝突を繰り返している。

### 対日関係
日本とシンガポールは、過去数十年にわたって前向きな関係から恩恵を受けてきた。1942年の日本軍による占領直後、シンガポール華僑粛清事件が発生した。初代首相であり事件を免れたリー・クアンユーは、日本軍の虐殺を回顧録にて「宗主国イギリスよりも残忍で同じアジア人として日本人に失望した」と残している。シンガポール側は補償を要求したが日本は支払いを拒否、独立後巨額の経済援助を行ったが戦争犯罪の補償、調査、直接的な謝罪は行っていない。シンガポールでは、日本軍占領が始まった2月15日がTotal Defence Dayとして記念日になっており、戦争の記憶及び国防意識を高めるためサイレンが流される。
日本が連合国に敗戦した後、リー・クアンユー首相が「日本に学べ」運動を提唱、日本の警察制度と交番を模倣した治安体制が整えられるようになった。
また、食べ物やメディアを含む日本の文化の多くの側面は、1990年代にシンガポール全体で人気を博した。2014年の調査では、シンガポール人の約44％が日本との関係を「非常に友好的」とみなし、シンガポール人の53％が侵略された過去から「多少の留保はあるが」日本を信頼できると考えている。
別の研究では、ほとんどの日本人がシンガポールとの関係を、同様の価値を持つ信頼できる同盟国とみなしていることがわかった。
日本との外交関係はおおむね良好である。シンガポールは日本にとって初めての自由貿易協定締結相手国でもある（JSEPA）。日本-シンガポール間の貿易について両国間の関税は免除される。2016年は外交関係樹立50周年となり、SJ50祭などが開催された。

### 対中関係
2022年に実施された、アメリカ合衆国のワシントンD.C.を拠点としてアメリカや世界における人々の問題意識や意見、傾向に関する情報を調査するシンクタンクであるピューリサーチセンターの調査は、シンガポール人の67％は中国に好感を抱いていると報告した。

### 対露関係
北朝鮮や中国と関係が深い一方で、ロシアとは良好な関係ではない。2022年に発生したロシアのウクライナ侵攻を受け、2022年3月5日、ロシアへの制裁として、ロシアの銀行4行との取引をシンガポール国内の金融機関に禁じると発表した。これを受け、同月にロシア政府はシンガポールを非友好国に指定した（2024年10月現在、東南アジアでは唯一非友好国とされている）。

## 軍事

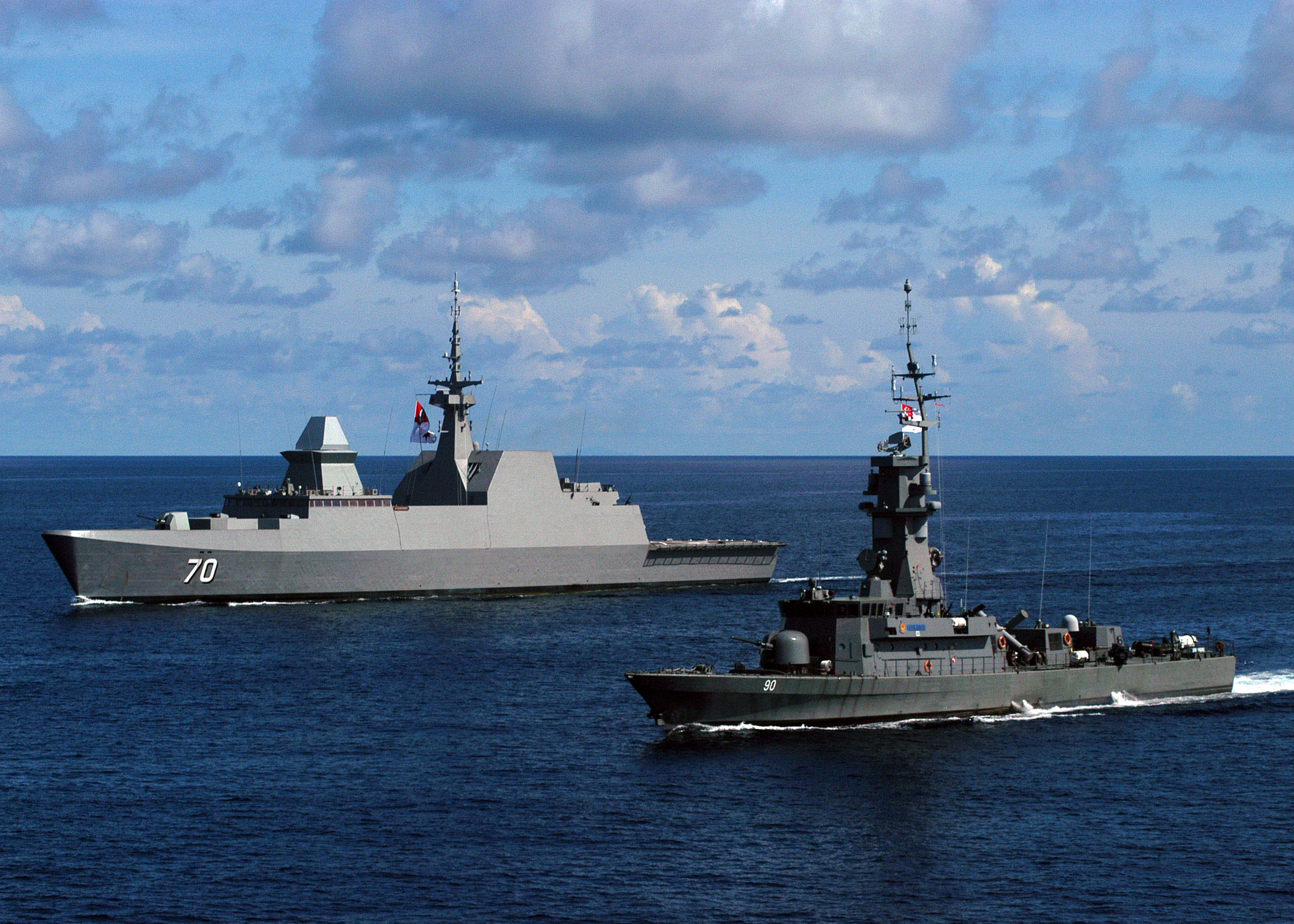
海軍のフォーミダブル級フリゲートおよびヴィクトリー級コルベット

兵力はシンガポール陸軍50,000名、シンガポール海軍9,000名、シンガポール空軍13,500名の計72,500名。徴兵制度により男性に2年間の兵役を義務付けており、兵役終了後は予備役に編入され、有事の際は総動員体制となる。2018年の軍事予算は147.6億シンガポールドルで、全歳出に占める割合は18パーセントである。

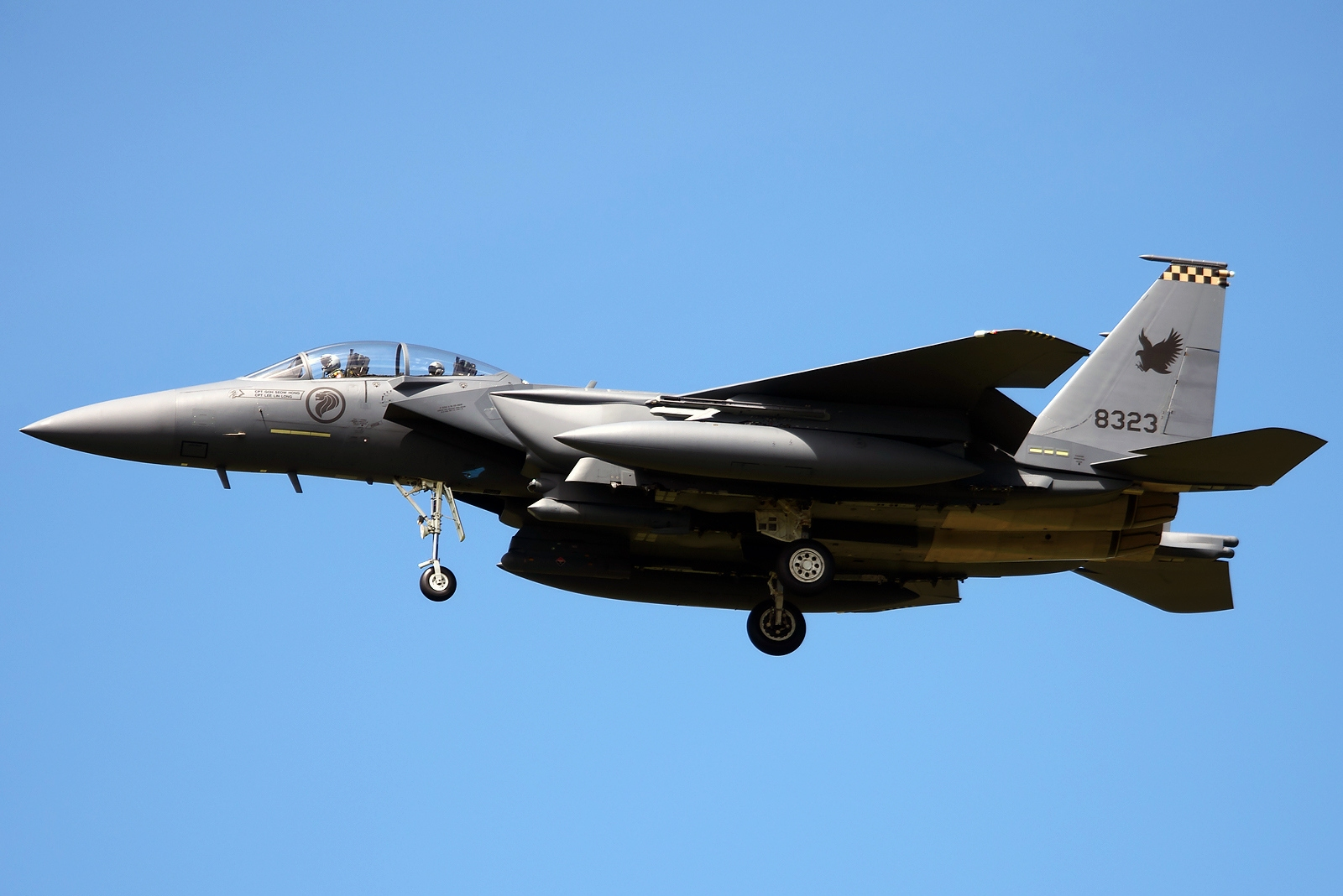
シンガポール空軍のF-15SGは「ストライクイーグル」型

陸軍はイギリス製センチュリオン戦車約100両（旧式）、およびドイツ製レオパルト2A4戦車（現在332両）を保有している。海軍は、チャレンジャー級潜水艦（スウェーデン海軍の旧シェーオルメン級）を4隻、ラファイエット級をベースとして設計されたフォーミダブル級フリゲートを6隻、ヴィクトリー級コルベットを6隻、フィアレス級哨戒艇6隻、哨戒艇を23隻、そして戦車揚陸艦4隻を保有する。空軍は米国製戦闘機F-5を45機、F-16C/D (Block52) を62機、F-15SGを保有し、2010年以降は第五世代のステルス戦闘機F-35が順次導入され、F-5を置き換えていく予定である。
国土が狭小なこともあり、軍事演習・訓練はオーストラリア等の国外地域でも積極的に行われている。タイやインドネシア、フィリピンなどの近隣諸国のように反政府ゲリラなどによる攻撃は存在しないが、その質、数とともに国土に対して十分である。

### 対外軍事協力
イギリス植民地時代に同国の要塞であった歴史的経緯から、現在もイギリス軍と密接な関係にある。イギリスは1968年1月にスエズ以東からの撤退を宣言したが、リー・クアンユーの要請により、1976年までシンガポールへの駐留を継続した。イギリス軍の撤退に対応するための枠組みとして、イギリスは1971年にシンガポール、マレーシア、ニュージーランド、オーストラリアとともに5か国防衛取極を締結した。当初は、防空システムに関する協力から始まったが、後に空軍だけではなく、海軍の合同軍事演習も行われるようになった。
冷戦を通じてアメリカ軍との関係も深まっており、1990年にはアメリカ軍によるシンガポール国内施設の使用に関する覚書を締結した。シンガポール軍の装備も、アメリカ製が多い。特に空軍の歴代主力戦闘機は、アメリカ製で占められてきた。F-35戦闘機の開発計画（統合打撃戦闘機計画）においても、最も低いレベルではあるが、優先的に輸出枠を確保できる“Security Cooperation Participation”として参加している。また、2013年にはアメリカ海軍の最新鋭艦艇である沿海域戦闘艦のローテーション配備が発表されている。
このほか、1975年に中華民国（台湾）との間で結ばれた「星光計画」と呼ばれる協力関係が、中華民国とシンガポールの正式な国交解消後も続いている。これは、シンガポールの国土が狭いため、当時のリー・クアンユー首相と蔣経国中華民国総統の間で、シンガポール陸軍部隊の訓練を台湾で行うことなどを取り決めたものである。中華民国と対立を続ける中華人民共和国もシンガポール軍に海南島の訓練施設の提供を申し出たが、シンガポール側はこれに応じていない。
ただしリー・クアンユーは、台湾に武力侵攻する場合は武力衝突を避けるべく中華人民共和国は2週間先に事前通告するよう要求している。また、中華人民共和国とは2009年、2010年、2014年、2015年、2021年に共同軍事演習を行っている。
近年は、アメリカ、フランス、ブルネイ、オーストラリアからも同様の協力を取り付けているが、戦車部隊や防空システムの演習や両国海軍艦艇の相互訪問も行われるようになった。

### 情報機関
- シンガポール
  - JID (Joint Intelligence Directorate) - 統合情報本部
  - G2-Army
  - ISD (Internal Security Department) - 内務省国内公安部
  - SID (Security and Intelligence Department) - 公安・情報部

## 行政区画

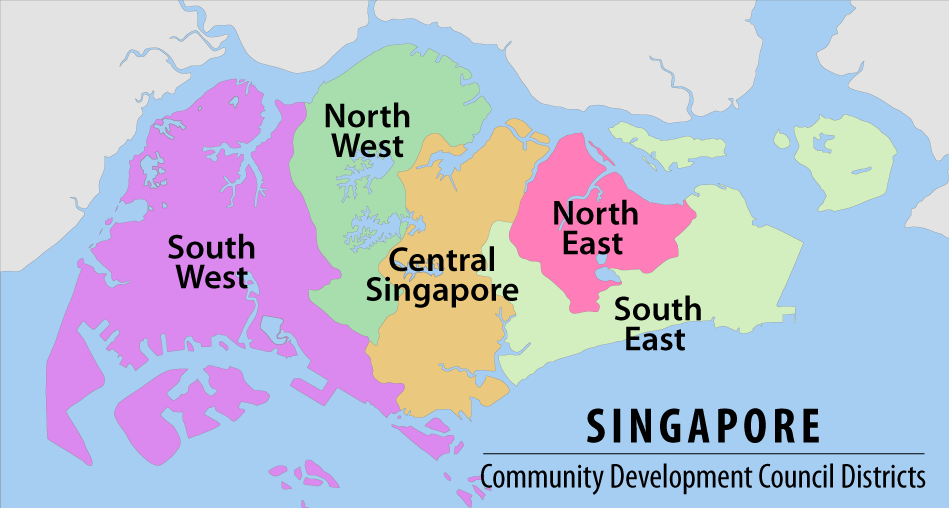
シンガポールの5つの社会開発協議会

## 警察
- 警察 (Singapore Police Force)
  - 特殊部隊 (Police Tactical Unit)
  - 戦術部隊 (Police Tactical Team)
- Singapore Police Force Good Service Medal
- Singapore Armed Forces Military Police Command
- Police K-9 Unit
- Singapore Police Force Crisis Negotiation Unit

## 経済

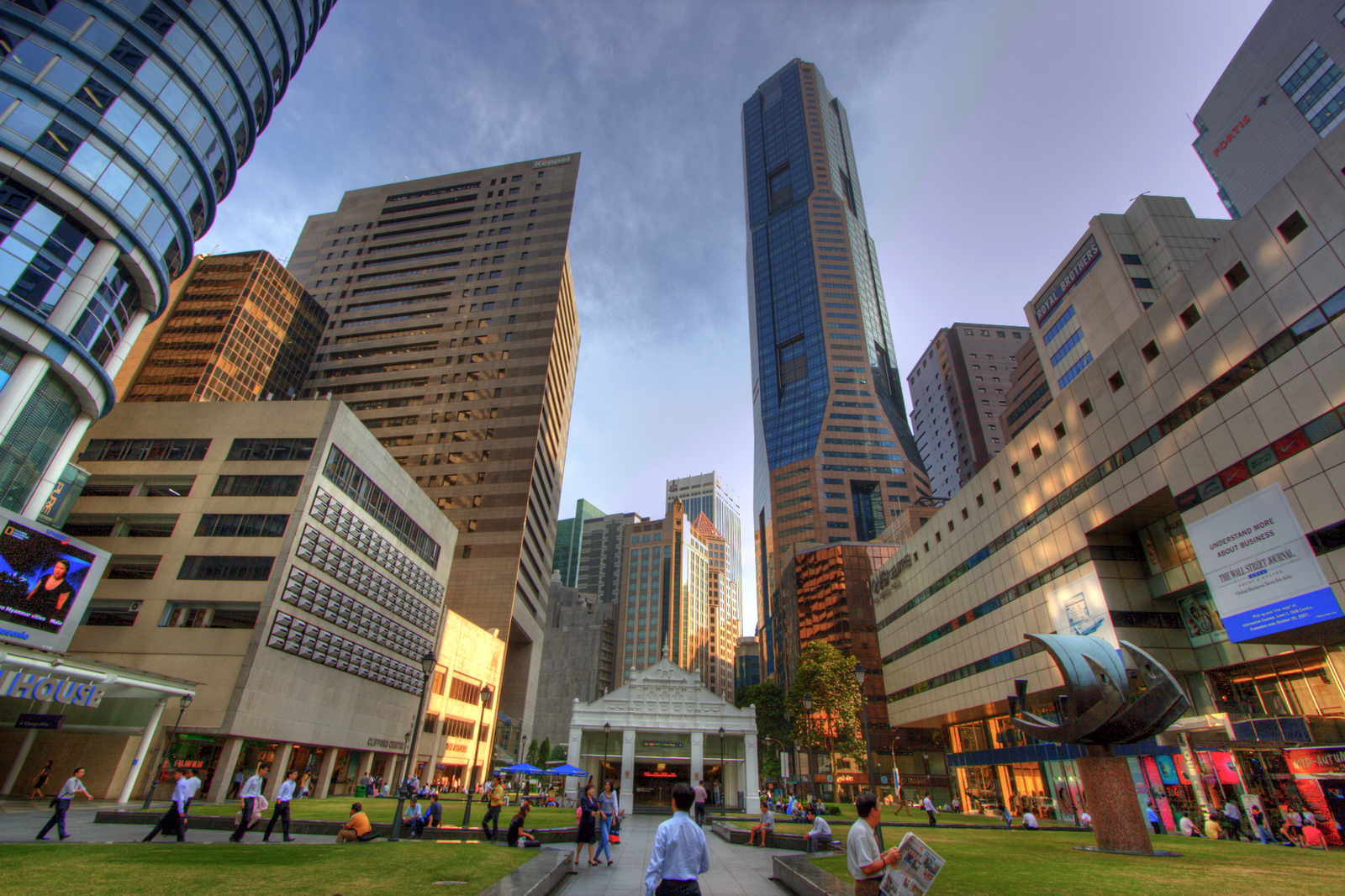
外国為替市場の取引額で日本を上回り、世界3位に浮上するなど、屈指の世界都市、金融センターになっている

シンガポール統計局の統計によると、2018年のシンガポールのGDPは3597億ドルであり、隣国マレーシアをやや上回る経済規模である。また同年の一人当たり国民総所得（GNI）は5万8770ドルで、デンマークに次ぐ世界第9位。2022年のシンガポールの1人当たりの購買力平価による国民総所得（GNI）は10万7030ドルで、世界3位。
世界屈指のグローバル都市であり、アメリカのシンクタンクが2019年に発表した総合的な世界都市ランキングにおいて、ニューヨーク、ロンドン、パリ、東京、香港に次ぐ世界6位と評価された。国際競争力が非常に強い国であり、2016年の世界経済フォーラムの研究報告書において、スイスに次ぐ世界2位の国と評価された。アジアを代表する金融センターの一つであり、2022年9月には、ニューヨーク、ロンドンに次ぐ世界3位の金融センターと評価された。2015年の勤労者世帯の平均世帯月収は1万1510シンガポールドルであり、東京都の勤労者世帯の平均を大きく上回っている。
通貨はシンガポール・ドルが使用されている。シンガポールとブルネイの間において等価交換協定が締結されており、シンガポールの通貨をそのままブルネイで使用することが可能である。
ASEANの原加盟国でASEAN自由貿易地域の主導国でもあり、20世紀末から急速な経済成長が続いている。
農業や漁業の規模は極めて小さく、食料の9割以上を輸入に頼る。10％未満の食料自給率を2030年までに30％へ引き上げる国家目標を掲げ、垂直農法や魚の養殖など食料生産に力を入れている。これは地球温暖化の食料生産への影響が懸念されていたところに、新型コロナウイルス感染症の流行 (2019年-)に伴う世界的な国境閉鎖や往来制限を目の当たりにしたことが背景となっている。シンガポール政府の食品庁だけでなく企業庁も食料安全保障や食料レジリエンス（復元力）の確保を重視し、培養肉や代替肉を研究・生産する企業の育成や誘致にも力を入れている。

### 租税
法人税と個人所得税の両方は、ほかの多くの国と同様に累進課税方式を採っている。住民税や事業税のような地方税は存在せず、全て国税となる。シンガポールは政策的に低い税率と大胆な税制優遇を打ち出していることで知られ、同国への外資企業への誘致に重要な役目を果たしている。2014年度の個人への税率で日本と比較すると、例えば年収1億円の場合、日本では所得税以外も含めた概算で納税額の合計は約5,500万円だが、シンガポールでは1,500万円で済むため、約4,000万円節税できる計算になる。
税務当局はInland Revenue Authority of Singapore (IRAS) と呼ばれ、2015年の実績では法人税31％、個人所得税21％、消費税（GST）24％、固定資産税10％という内訳で、過去最高額となる計434億シンガポールドルを徴収した。
シンガポールは、積極的な税制優遇措置を取りながら透明性を確保していることでも知られ、経済協力開発機構（OECD）による評価では、タックス・ヘイヴンの疑念もあるものの「国際基準におおむね適合」という評価とされている（2016年4月時点）。

#### 法人税
法人税は、日本のような自己申告課税方式ではなく賦課課税方式であり、納税額の確定は納税者の提出する申告書類などによって、IRASという税務当局が行う。このため税額の確定までに通常は2-3年、納税額や条件に確認するべき点があればさらに数年を要する。税務調査官が実地調査することはほとんどない。
現在は17%とシンガポール所得税法で定められているが、実際には部分免税制度などの優遇措置などを受けることで実質的な税負担は10%程度にできる企業が多いとも言われる。またシンガポールでは、交際費は損金として認められている。

#### 個人所得税
個人所得税は、前年分の課税を当年に行うため、所得期間と賦課年度はそれぞれ前年と当年となって1年ずれて表記される。個人所得税の源泉徴収制度はないが、企業従業員が前年度の収入分に対して当年での分割納付を行う場合は、税務当局が企業に指示を出して給与から控除される制度が存在する。

#### GST
2003年1月1日に、消費税（付加価値税、GST、Goods and Service Tax）は4%から5%に上げられ、2007年7月1日からはさらに7%になった。インボイス方式を採っているため、課税業者はすべての取引について「Tax Invoice」と呼ばれる税額票を発行する。住宅用不動産の売買、金融商品サービスの提供、輸出取引、サービスの輸出、企業そのものの売買、三国間取引、保税倉庫内取引、（S$1百万/人以下の）個人間の取引を除く、全ての売買について課税される。
外税表示方式と内税表示方式が混在しているために、旅行者などの外国人は、飲食店や物品やサービスの購入時に注意が必要である。

#### 固定資産税
不動産取得税は存在せず、不動産の所有に対して比較的高率での固定資産税 (Property Tax) が毎年課税される。不動産取得時には印紙税が1-3%程度かかる。

#### パイオニア企業への優遇税制
1967年から何度か改訂されてきた経済拡大奨励法 (Economic Expansion Incentives Act) に基づき、シンガポールにとって特に有益な事業への企業の新規参入と投資を奨励するために「パイオニア企業」（Pioneer Industries）といった分類を設けて、税制上での優遇措置が図られている。これは最初の生産開始日から起算して5-10年間の全額租税免除という適用企業にとっては極めて有利なものである。

#### 中央積立基金
老年年金および医療貯蓄として、中央積立基金が強制的に個人の収入などより徴収される。たとえば、50歳以下では毎年の給与と賞与の総額に対して雇用者14.5%と従業員20%、計34.5%の掛金を政府に払い込まれ、個人ごとのCPF口座に貯蓄される。この貯蓄からは医療費支払い、住宅購入などの特別な用途の原資となり、残りは退職後の生活安定に使用される。

#### メイド税
シンガポールでは、多くの家庭で外国人メイドを雇用している。
メイドの雇用には、雇用主が毎月200-295シンガポールドル（1シンガポールドルは2015年3月4日時点87.64円なので、1万7528円〜2万5854円）のメイド税を払う義務がある。この金額は多くの場合、メイドが受け取る給料よりも高い。 外国人メイド控除という制度があり、就業している女性などが外国人メイドを雇用した場合、メイド税の2倍に相当する額を、所得から税控除することが出来る。

#### 雇用
シンガポールは伝統的に先進国の中で失業率が最も低い国の一つである。 2005年から2014年までの失業率は4％を超えず、2005年には3.1％、2009年の世界金融危機では3％の最高値を記録した。 2015年の第1四半期には1.8％に低下した。この率は日本よりも低くなっている。
政府は、社会家族開発省を通じてホームレスに多数の支援プログラムを提供している。プログラムの中には、貧困世帯に月額400から1000シンガポールドルを提供すること、政府の病院で無料の医療を提供すること、子供の学費を支払うことなどが含まれる。シンガポール政府はまた、市民に公共のジムで運動することを奨励するための給付金、赤ちゃんが産まれるごとに166000シンガポールドル相当の「赤ちゃんボーナス」の給付、医療費の補助、障害者のための補助金、貧しい学生に向けた安価なノートパソコンの配布、そのほか公共交通機関や公共料金など様々な分野で市民に還元している。
外国人労働者は国の経済にとって極めて重要であると認識されているが、政府は外国人労働者が建設産業の80％、サービス産業の50％を占めているため、これらの労働者に上限を設けることを検討している。出入国管理局は、永住権の適格性に関する多くの基準を公開している。
永住権をとるには160億円以上の資産を保有し、2億円以上をシンガポール国内のファンドに投資している必要があるというかなり高いハードルがある。

## 産業

直近10年で世界の港湾取扱貨物量上位2港のうちの1港であるシンガポール港

東南アジアと東アジア、ヨーロッパや中東、オーストラリアを結ぶ交通の要衝であるため、東西貿易の拠点となって古くから繁栄し、海運産業や航空産業が発達した（ゆえに国内最大の企業はシンガポール航空である）。独立後は積極的な外資導入により、重工業を中心とする工業化政策をとり、東南アジアでは最大級の工業国に成長している。
都市国家であるため、国内の人口や消費の規模は小さいものの、先述の税制優遇や優れたインフラ環境、また英語や中国語が話せる人材の多さから、香港と並び欧米諸国の多国籍企業のアジア太平洋地域の統括拠点が置かれることが多い。

### 金融
上記のとおり、欧米諸国の多国籍企業のアジア太平洋地域の統括拠点が置かれることが多く、また、東南アジアおよびインドにおける多国間決済の要として1990年代頃から東南アジアにおける金融センターとして不動の地位を保っており、一部の金融取引においては、アジア地域において東京を凌ぐ位置にある。
特に金融先物取引（デリバティブ）においては、1984年にシンガポール国際金融取引所（SIMEX）が開設され、各種規制に対する政府の柔軟な姿勢から、シカゴ・マーカンタイル取引所と並ぶ代表的国際金融取引所となっていた。1999年に、旧シンガポール証券取引所(SES)と合併し、シンガポール証券取引所(SGX)となって以降は、従来のデリバティブ取引に加え株式をはじめとする証券の取引が活発に展開し、イギリスのシンクタンクZ/Yenグループが発表する世界金融センター指数（Global Financial Centres Index, GFCI）によると世界第6位で国際金融取引が最も活発な都市のひとつと評価されている。

#### 主要銀行
国内資本主要3行
- DBS銀行
- オーバーシー・チャイニーズ銀行
- ユナイテッド・オーバーシーズ銀行

### 地元企業
地元の世界的企業としては、シンガポール・テレコムやシンガポール航空などがある。政府系投資会社としてテマセク・ホールディングスが活動している。中小企業はシンガポールの企業数の99％を占め、GDPの50％近く、雇用の70％に貢献している。

## 観光

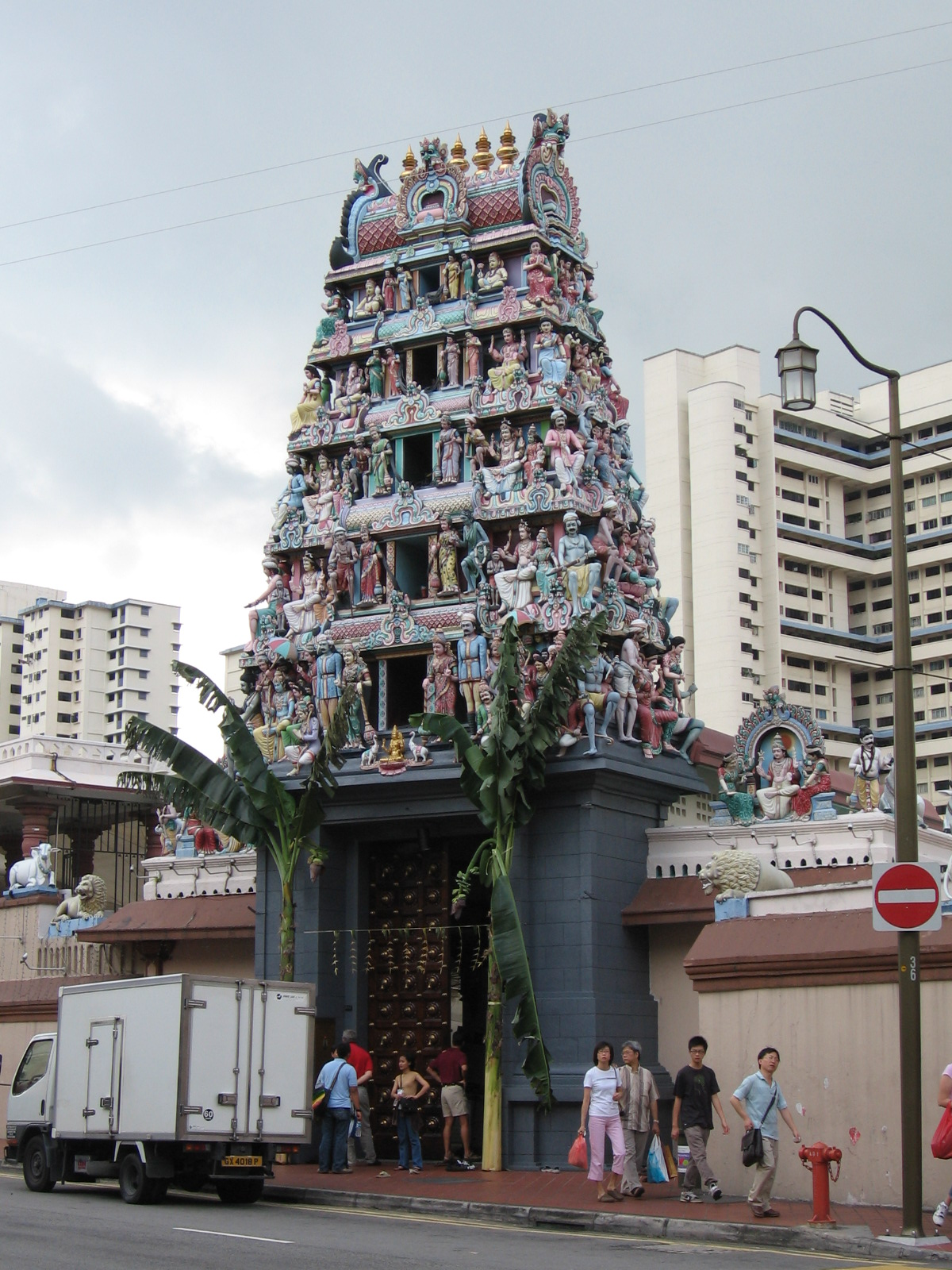
チャイナタウンにあるヒンドゥー教の寺院、スリ・マリアマン寺院

「ガーデン・シティ」とも呼ばれる美しく整備された国土と、海運上極めて重要なマラッカ海峡のそばにシンガポール港があるうえ、東南アジア各地を結ぶチャンギ空港もハブ空港として非常に重要な役割を果たしているため、観光面では域内の他国に比べて利点がある。
2012年にマスターカードが公表した統計によると、ロンドン、パリ、バンコクに次ぎ、世界で4番目に外国人旅行者が多く訪れる都市である。ラッフルズ・ホテルやグッドウッド・パーク・ホテル、ザ・フラトン・ホテル・シンガポール、マリーナ・ベイ・サンズなどの世界的に有名なホテルも集積している。
政府と民間の協力のもとで人工的な観光資源開発を進めており、その一環として、セントーサ島にテーマパーク「ユニバーサル・スタジオ・シンガポール」や「リゾート・ワールド・セントーサ」が賑わいを見せている。「リゾート・ワールド・セントーサ」の投資額は、52億シンガポールドルに上るとされている。
世界初の夜間型動物園のナイトサファリやシンガポール動物園、植物園ガーデンズ・バイ・ザ・ベイなどのテーマパークは、広く自由な空間で楽しめるだけでなく環境保全や資源再利用を訴える場になっている。
2010年2月1日には、「リゾート・ワールド・セントーサ」のショッピングモールが開業し、2月14日にシンガポール初となるカジノが、3月18日にはユニバーサル・スタジオ・シンガポールが同施設内に開業した。他にも、世界最大となる水族館マリンライフ・パークが2012年に完成し、2011年には美術館やウォーター・パークなどが完成した。
マリーナ・エリアでは、世界最大の観覧車「シンガポール・フライヤー」が2008年3月に完成し、巨大カジノリゾート施設「マリーナベイ・サンズ」が2010年4月に開業した。2008年9月には市街中心部の公道を利用してF1シンガポールグランプリが開催された。これはF1初の夜間開催のレースでもある。
2017年には、シンガポール政府観光局が「Passion Made Possible」と呼ばれる目的地ブランドを立ち上げた。これは、以前の「Your Singapore」キャンペーンに代わる、シンガポールブランドの変更を示している。
2021年には、シンガポール政府観光局が日本の特撮テレビドラマ『ウルトラマン』の主役ヒーロー「ウルトラマン」を観光のイメージキャラクターに就任させた。これは、同ドラマの放送開始55周年と、シンガポールと日本の外交関係樹立55周年が一致することにちなむ。

### 建築

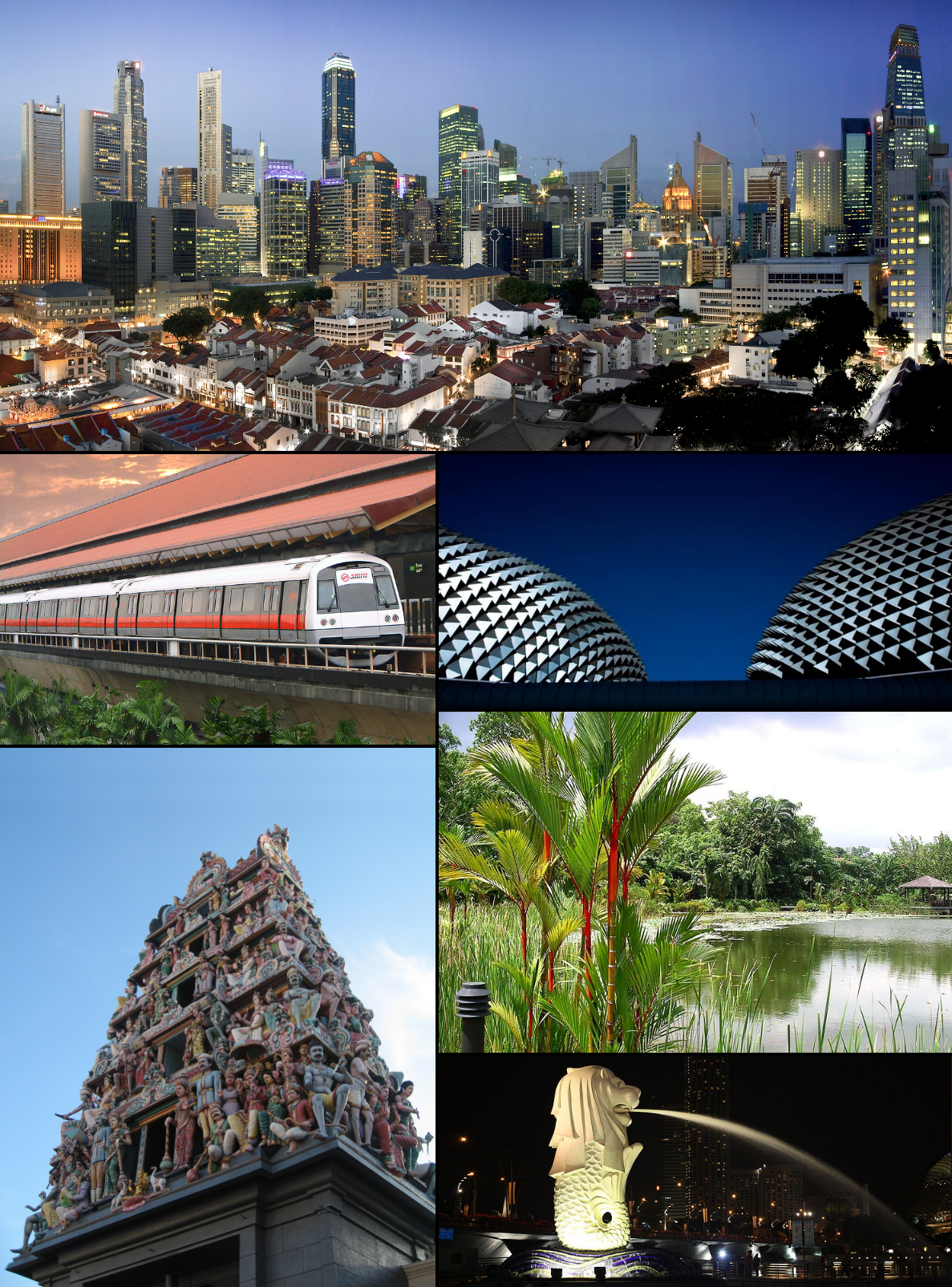
上から時計回り：中心部のパノラマ、エスプラネード・シアターズ・オン・ザ・ベイ、シンガポール植物園、マーライオン、スリ・マリアマン寺院、MRT南北線

シンガポールの建築は非常に多種多様である。国土が狭く、慢性的に土地が不足していることから、歴史的な建造物は都市部や一部の郊外にわずかに残る程度であるが、それらがより新しく、より大きく建て替えられていく過程で現代建築の中心地となった。
歴史的に土地の高度利用の需要は、ビジネス・ディストリクトやセントラル・ビジネス・ディストリクト（CBD）に集中しており、数十年続いた開発の末、多くの高層ビルが林立する結果となった。マリーナ湾とラッフルズ広場の海岸沿いに高層ビルを浮き立たせた輪郭線を描き、その景観はシンガポールを代表する観光地であり、象徴する景観にもなっている。建造物の高さは280mに制限されていたため、シンガポールで最も高いリパブリックプラザやUOBプラザおよびワン・ラッフルズ・プレイスの高さはいずれも280mであった。しかし、2016年に完成したタンジョン・パガー・センターはそれを超す290mであり、20年ぶりに最も高いビルが更新された。同様に西部のジュロン方面も急速に開発が進んでおり、住宅・商業施設・オフィスビルなどの建築が盛り上がりを見せている。

#### 主な観光地
- マーライオン公園
  - マーライオン
- ラッフルズ像
- エスプラネードシアター・オン・ザ・ベイ
- オーチャード・ロード
- オランダ村（Holland Village）
- チャイナタウン
- リトル・インディア
- セントーサ島
  - マーライオンタワーとマーライオンウォーク
  - アンダーウォーターワールドとドルフィンラグーン
  - カールスバーグ・スカイタワー
  - シロソ砦
  - ユニバーサル・スタジオ・シンガポール
- ラッフルズ・ホテル
- シンガポール・フライヤー
- グッドウッド・パーク・ホテル
- シンガポール動物園
- ナイトサファリ
- リバーサファリ
- シンガポール植物園
- シンガポール国立博物館
- アラブストリート
- イクィノックス
- クラーク・キー（シンガポール川）
- 国会議事堂
- 最高裁判所
- 日本庭園・中国庭園
- 歴史博物館
- 日本占領時期死難人民記念碑
- バトル・ボックス
- スリ・マリアマン寺院
- Sri Veeramakaliamman Temple
- Masjid Sultan
- 富の泉 (Fountain of Wealth)
- サンテック・シティー
- ガーデンズ・バイ・ザ・ベイ
- マリーナベイ・サンズ
- シンガポール・チャンギ空港
- ジュエル・チャンギ・エアポート

## 自然環境
元々、熱帯雨林を開拓したシンガポールにはブキ・ティマ自然保護区、ラブラドール自然保護区、中央集水区自然保護区（マクリッチー貯水池公園）、スンゲイ・ブロウ湿地保護区の4つの自然保護区を設けており、ジュロンレイクガーデン国立公園の整備計画もある。

## 交通
自動車に高額な租税が課せられる分、公共交通機関は安価で提供されている。
また、エスカレーターは日本と比較して速い。

### 自家用車

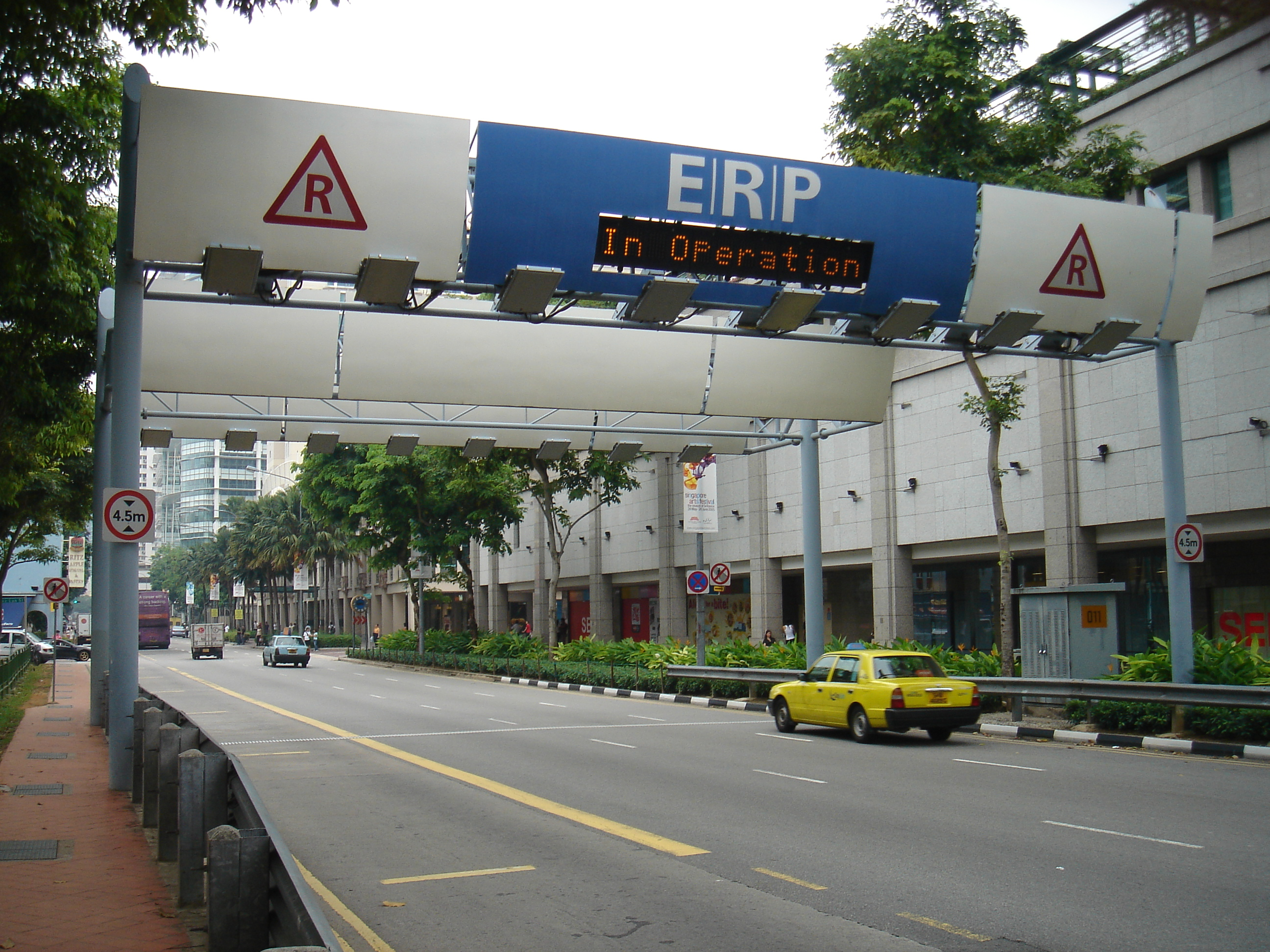
ブギス・ジャンクション付近のERP

人口密度の高いシンガポールにおいて市内の交通渋滞は深刻な社会問題であり、政府も長年その対策には腐心しており、自家用車の保有、および利用には特に厳しい制限がなされている。
車両割り当て制および諸税
国内の道路整備状況により、自動車の台数を抑制するために新規車両登録可能件数が定められ、10年間有効でさらに5年の延長が可能な車両購入権（COE:Certificate of Entitlement、拥车证）の価格は、オークションにより決定される。
新車を購入する際にはウェブサイトを通じて行われる入札に応じる必要がある。価格は車種によって変わり、軽自動車で400万円、スクーターバイクでも最低150万円するが、時期による変動もある。
たとえば、中型車（排気量1600cc以下）については、2008年頃まで、1万-1.5万ドル程度で推移していたが、2008年末から2009年初めの世界同時不況の余波をうけた時期には0.5万ドル前後まで暴落、しかし、2009年夏には景気回復を受け1.9万ドル前後まで急上昇、以降上限は10万ドルに達するなど乱高下を続け、2018年で2.8万ドル前後（排気量1600cc以上は3.1万ドル前後）、10万ドルに到っている（2023年時点）。
購入に際し、輸入関税（輸入手数料・車体保険を含めた本体価格に対し20%）、消費税（本体価格+関税 に対し20%）、登録料（200ドル）・追加登録料（本体価格により累進され、本体価格の100%〜180％）、道路税が課せられ、上のCOEも合わせると、車両価格の4-5倍程度を支払うこととなる。なお、COEについては、譲渡時には残存期間相当額を譲渡価格に上乗せして売却され、廃車時には、残存期間分が返金される。
渋滞抑制政策
一定地域への車両の流入を抑制するため、特定地域への立ち入りに際しては、クーポン購入を義務付けるロードプライシングを早くから導入。1998年3月から世界で初めてプリペイドカードを利用した電子式道路料金徴収システムであるERP（日本の有料道路のETCを一般道に適用したものを想像すると理解しやすい）を導入している。
ERPの料金体系は、通行する場所や時間帯などによって変動し、概して渋滞しやすい日時の道路に設定が高くなる傾向にある。金額は安くて0.5ドル、高いと2.5ドルほど1回の通過あたり課金される。
その他
道路が左側通行。日本車の比率が高く、中には日本から直接輸入された中古車もあり、日本の低排出ガス車認定制度シールや車庫証明シール、自動車ディーラーのシールが張られたままの自動車も走っている。
ジョホール海峡を挟んだ隣国マレーシアのジョホール州とは、2つの道路（ジョホール・シンガポール・コーズウェイ、マレーシア・シンガポール・セカンドリンク）で結ばれている。
ガソリン価格がシンガポールに比べて圧倒的に安い、隣国マレーシアへ給油のために国境を越える者が跡を絶たなかったため、シンガポールからマレーシアの国境検問所を通る際、ガソリンメーターが4分の3以上ない場合は罰金を科す「3クォーター・タンク法」が存在する（マレーシアナンバーの自動車は除外）。実際に国境検問所でガソリンメーターを検査されることは稀だが、抜き打ちで検査官に見られる。

### バス

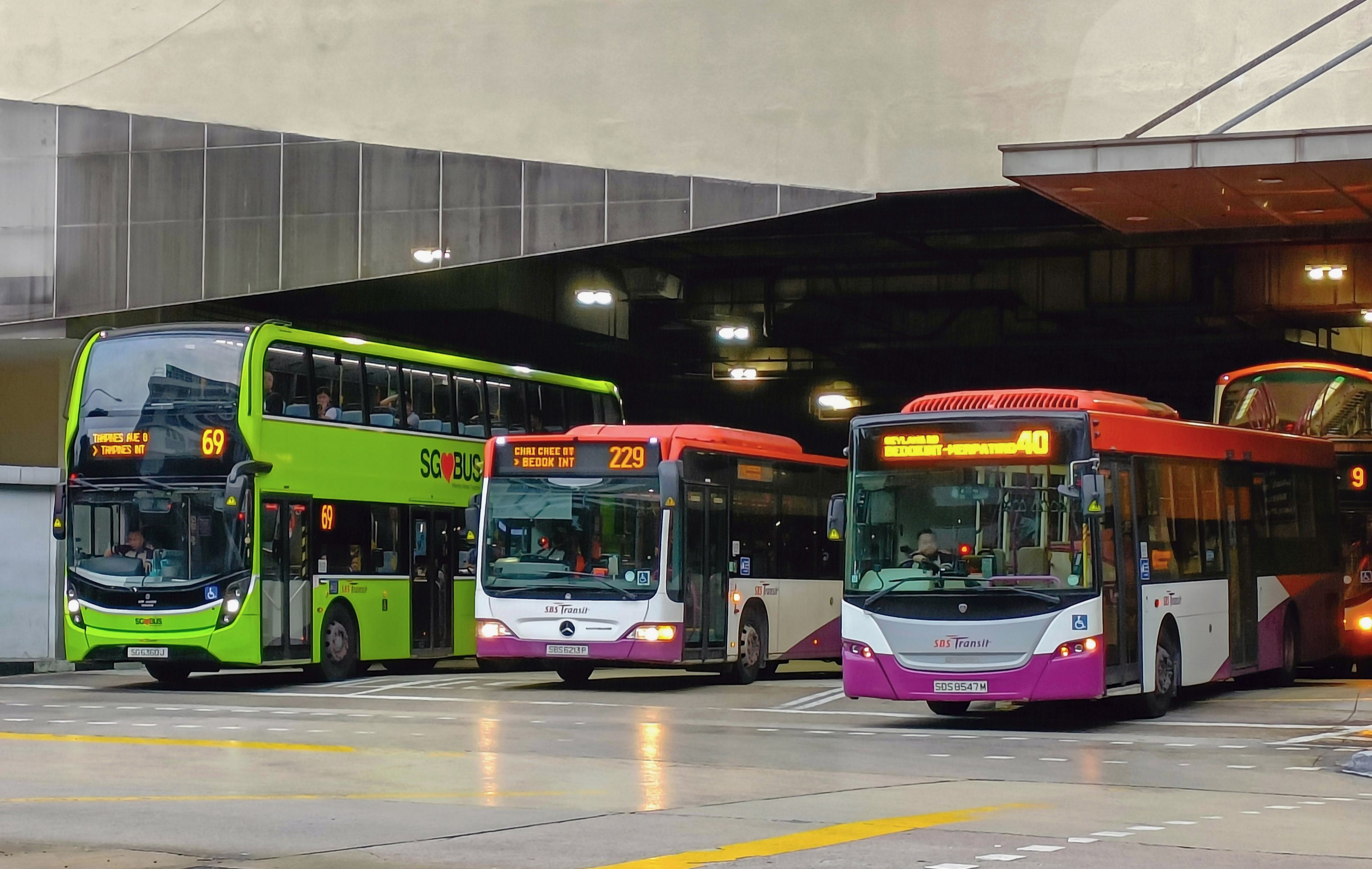
SBSトランジットバス

公共交通機関のバスは、地元資本のSBSトランジット、SMRTバス、2016年より新規参入したオーストラリア系のタワートランジット・シンガポール、イングランド系のゴーアヘッド・シンガポールの4社が事業展開をしており、安価な値段で路線は市内のほとんどを網羅しているため、市民の主要な移動手段として定着している。
運賃は、一般路線で乗車距離により現金乗車S$1.90-3.00、EZ-link他のキャッシュレス媒体を使用した場合、MRTと一体型の総距離制運賃が適用されS$1.09-2.37に割引。なお、通勤時間帯に運行される着席保証の「プレミアムサービス」や「バス・プラス・サービス」、SMRTバスが運営するセントーサ島行きの「RWSサービス」、一部の停留所を通過する急行サービス、「NR」というサービスナンバーがつく、いわゆる深夜バスでは均一価格制や割増料金などが設定されており、多彩な運賃構造を持つ。
バス停には時刻表は表示されていないが、バス停の名称は表示されており、スマートフォンアプリやウェブサイトでは、バス停の名称やバスが到着する時刻を確認することができる（主要バス停では、次にバスが到着するまでの見込み所要時間が電光掲示板に表示されている）。バスの専用レーンが、道路上の黄色の線によって決められており、一般車は指定時間中は進入禁止となっている。

### タクシー
シンガポールのタクシーは、初乗り料金（1.0km）がおおむね3.9ドルから（下記の通り車種により異なる）、その後は400mごとに0.24 - 0.36ドルが加算されていく仕組みになっており、日本のタクシーと比較すると料金は安い。車種はヒュンダイ・アイオニックやメルセデス・ベンツ・Eクラス更にはトヨタのプリウスも多い。
グレードの高い車種になると、初乗り料金が少し高くなる。たとえば、大衆車のヒュンダイ・i40は3.90ドルだが、高級車のメルセデス・ベンツE200、トヨタ・アルファードなどは4.80ドルとなっている。
メーター料金以外にも、条件に応じて様々な料金が加算される。
- ピークアワー：平日の午前6時から9時30分と、全日の午後6時以降で25%
- 祝祭日：1.0ドル
- 深夜および早朝：メーター料金の50%増し（時間帯で変動）
- チャンギ国際空港からシティへ向かう際の特別加算：3.0-5.0ドル（曜日・時間帯で変動）
- 市内中心部特別通行料（ERP）：0.50-4.50ドル（ERP側の制定に依拠）
- 予約料：2.30-20.00ドル[注釈 8]（配車アプリで予約可）
- セントーサ島への入島：3.00ドル

また、ジョホール・シンガポール・コーズウェイを経由して隣国マレーシアのジョホールバルへ向かう、国境往来専用のタクシーが運行されている（それ以外のタクシーは、越境することはできない）。
近年のスマートフォン普及によって、新規ビジネスとして頭角を現してきたGojekやGrab Taxiの影響で、タクシー会社は売り上げを落としている。しかしシンガポールのタクシー運転手は、元々タクシー会社の乗用車を借りて、リース料をタクシー会社に支払うシステムのため、運転手自体には大きな影響はない。タクシー会社の自動車をリースしながら、GojekやGrab Taxiの配車アプリを使用して、乗客を確保している運転手も存在する。

### 鉄道
シンガポール国内で旅客扱い駅は、ウッドランズ・トレイン・チェックポイントしかなく、隣駅はジョホール海峡を土手道（ジョホール・シンガポール・コーズウェイ）で越えたマレーシアのJBセントラル駅である。かつては、これより先に、列車のすれ違いが可能なブキッ・ティマ駅（信号場扱い）と、終着駅のタンジョン・パガー駅があったが、2011年6月30日をもって、シンガポール領内の大半の路線が廃止された。
MRT（地下鉄・高架鉄道）
- 6路線

MRT北東線車両

  - 東西線（East West line） トゥアス・リンク - チャンギ・エアポート間
  - 南北線（North South Line） ジュロン・イースト - マリーナ・サウス・ピア間
  - 北東線（North East Line） ハーバー・フロント - プンゴル間
  - 環状線（Circle Line Harbour） ドビー・ゴート - マリーナ・ベイ間
  - ダウンタウン線（Downtown Line） ブキ・パンジャン - エキスポ間
  - トムソン・イーストコースト線（Thomson East Coast Line） ウッドランズ・ノース - スンガイ・ベドック間

2022年に、自動券売機による1回利用の乗車券は制度上消滅し、現在は指定のICカード、またはクレジットカード等の非接触型決済による利用に限られている。また、運賃についてはバスと一体で総距離制運賃が採用されている。
長時間の滞留対策として、1乗車は一連利用において改札入場から出場まで2時間以内の時間制限がある。これを超過する場合は2ドルの罰金がある。
LRT（自動案内軌条式旅客輸送システム）
- 3路線

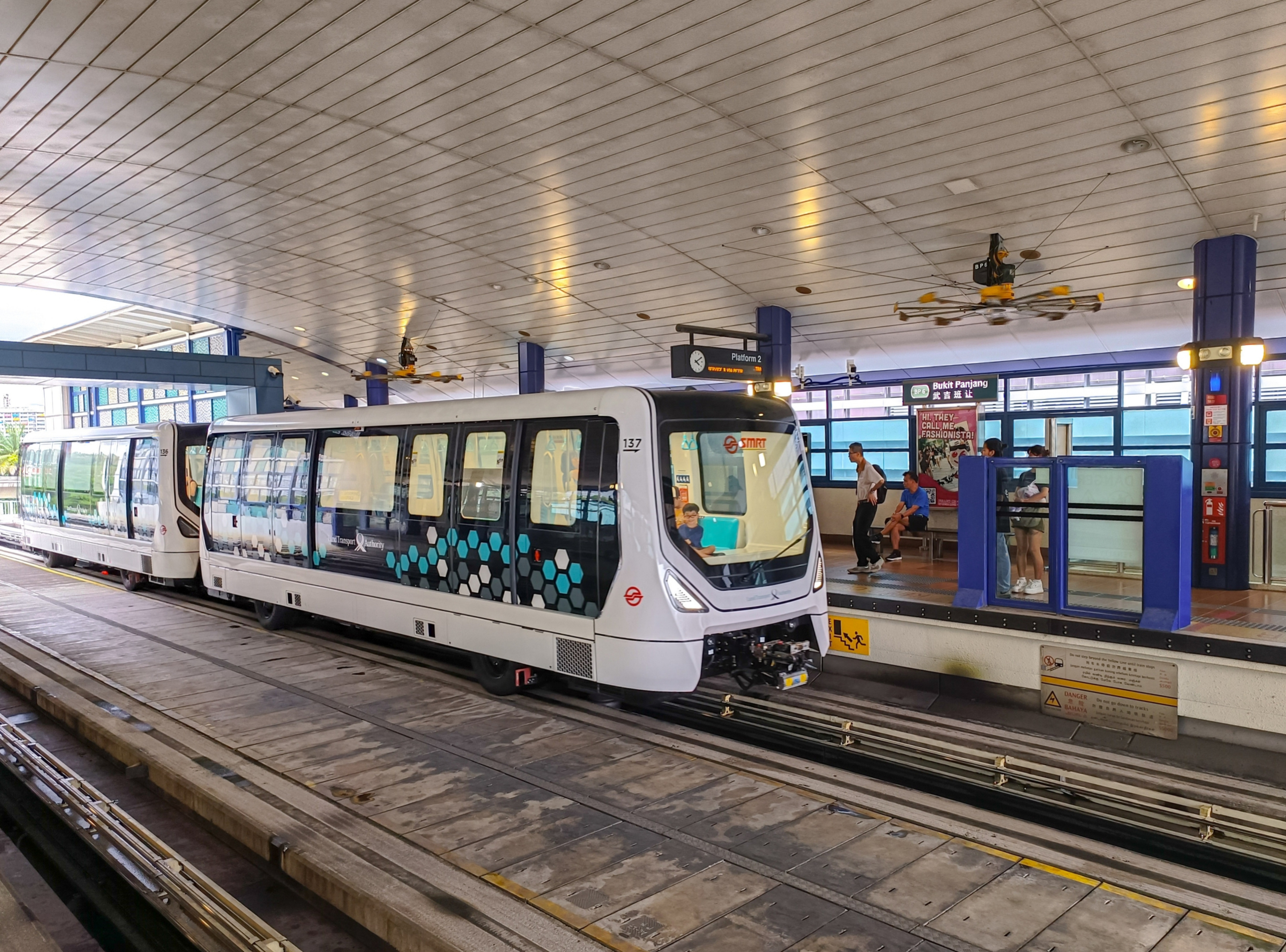
LRTブキ・パンジャン線車両

  - ブキ・パンジャン線（Bukit Panjang Line）
  - センカン線（Sengkang Line）
  - プンゴル線（Punggol Line）

#### バスとMRTの運賃制度
バスとMRTの運賃については「総距離制」が採用されており、以下の規則に該当する乗車を「journey」と定め、1journeyあたりの総距離に対して運賃を決定し、ICカードから引き去る。なお、バスに現金乗車する際は、当該バスごとに決済が必要となり、乗り継ぎに関する割引制度はない。
1. 入場改札から最後の入場改札までの時間が2時間以内であること（バスは乗車時改札）。
2. MRTにおいて、出場後、当該駅で再入場しないこと（指定駅での改札外乗り換えを除く）。
3. 同一系統番号（サービスナンバー）のバス利用は1回のみであること。
4. 乗り継ぎ時、バス→MRTまたはバスの乗り継ぎは45分以内、MRT→MRTの乗り継ぎ[注釈 9]については15分以内であること。
5. 乗り継ぎが5回以内であること。
6. 事業者が別に指定する系統（主にセントーサ島、イベント輸送、深夜バス）が含まれないこと。

ICカードでは、いわゆる「初乗り運賃」が3.2kmまで$1.09となっており、以降は1km刻みで上昇し、上限額は$2.37。途中に急行バスを利用した場合は、一律で60セントの追加がある（1トリップ内で2回以上利用しても追加は1度だけ）。2022年以前は冷房・非冷房による運賃の差が存在したが、2022年12月現在、バス一般路線とMRTの運賃は同一となっている。
チャージ型ICカードを利用する場合、バスは乗車する車両の終点までの運賃、MRTは$3以上の残高がない場合は乗車改札・入場が認められない。
バスで降車時のリーダー読み取りを失念した場合は不正乗車となり、故意・過失に関わらず、当該バスの終点までの運賃が引き去られる。
クレジットカードのタッチ決済「SimplyGo」で乗車する場合、シンガポール以外の国で発行されたカードを利用する場合、1日につき$0.60のadministrative feeが加算される。（シンガポールの銀行が発行するカードは免除）

### 船舶
- ハーバー・フロント 国際旅客ターミナル（IPT）
  - マレーシアのペナン島やクアラ・ルンプールへのクルーズ船が就航している。
- ハーバー・フロント リージョナル・フェリー・ターミナル（RFT）
  - インドネシアのバタム島などとの間に、高速船が就航している。乗船券・パスポートのほかにインドネシア査証が必要[注釈 11]。
- タナ・メラ・フェリー・ターミナル（TMFT）
  - インドネシアのリゾート地であるビンタン島やバタム島との間に、高速船が就航している。乗船券・パスポートのほかにインドネシア査証が必要。
- チャンギ・フェリー・ターミナル
  - マレーシアのジョホール州タンジュン・ブルンコールとの間に、カーフェリーが就航している。
- チャンギ・ポイント・フェリー・ターミナル
  - ウビン島（英語版）との間に、小型船(Bumboat)が就航している。マレーシアのジョホール州タンジュン・プングリとの間に、小型船（Bumboat）が就航している。

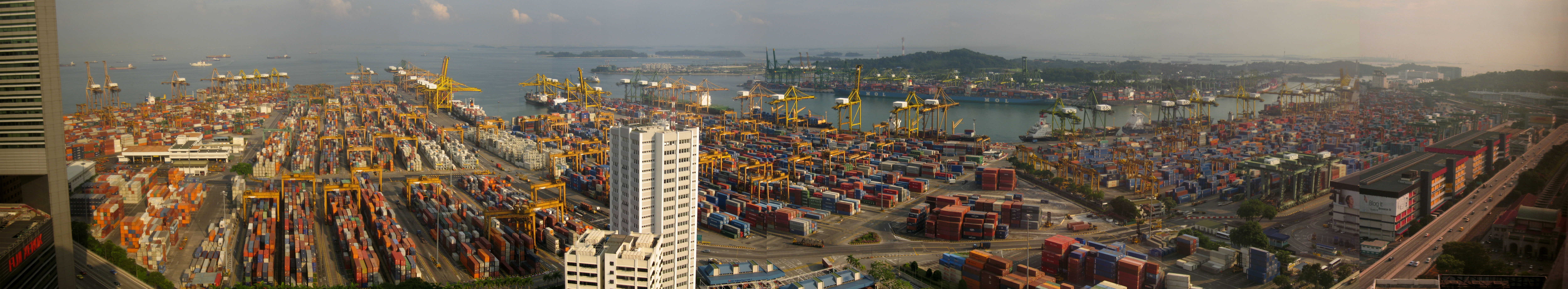
セントーサ島を背景としたシンガポール港。コンテナ貨物取扱量で同港は上海に次ぐ世界第2位である。

### 航空

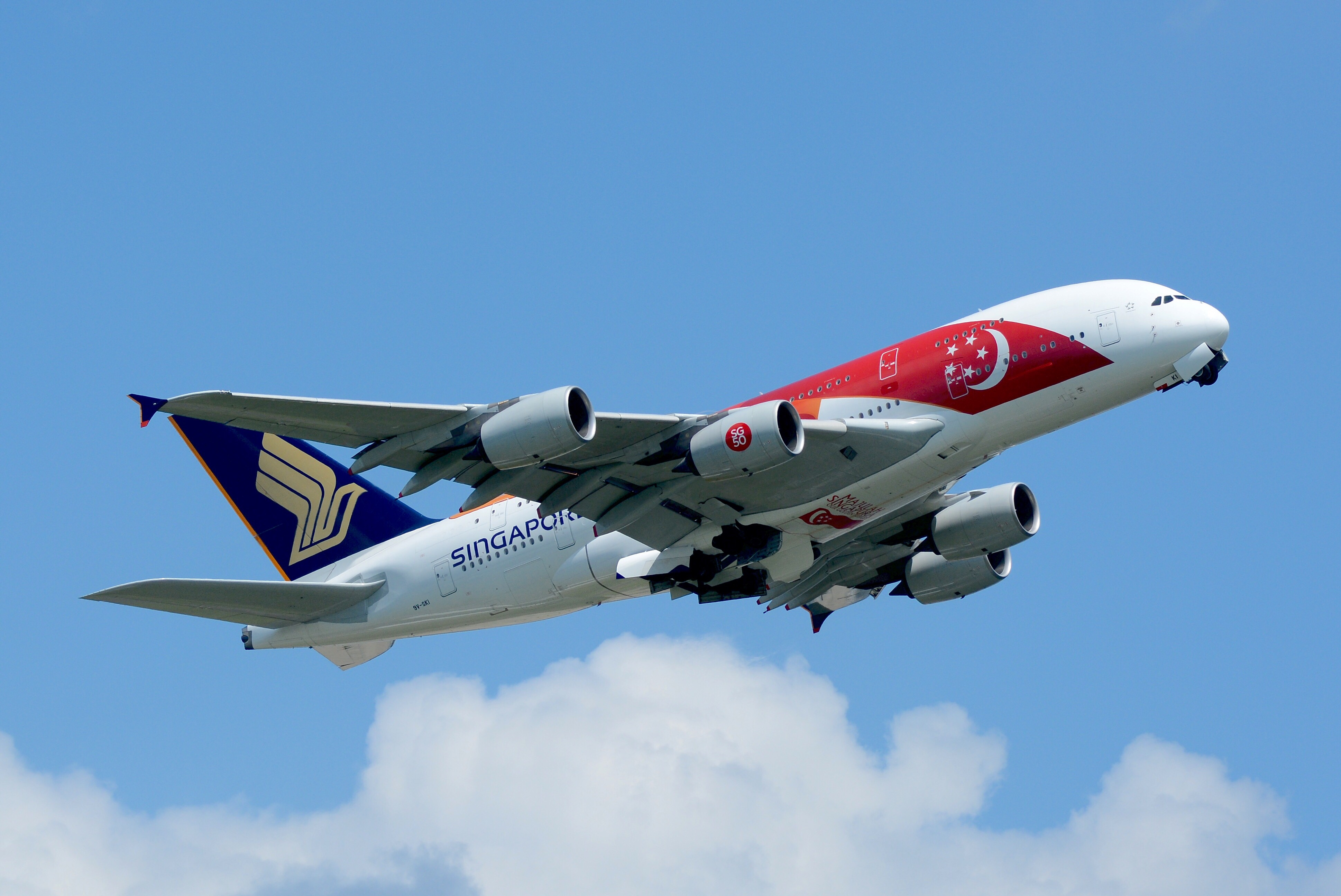
シンガポール・チャンギ国際空港

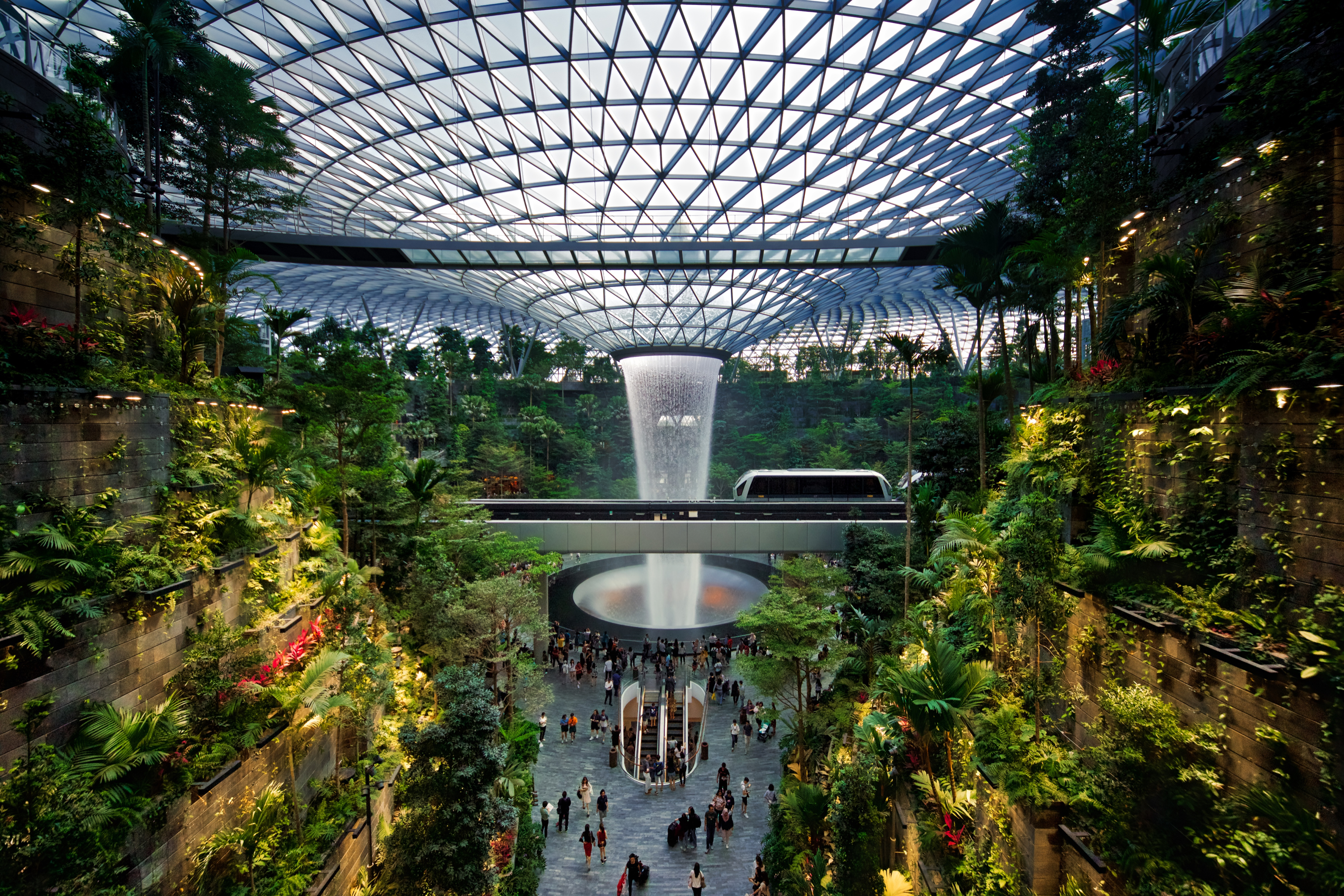
ジュエル (Jewel)

シンガポール・チャンギ国際空港（Singapore Changi International Airport）。
シンガポール島東部に位置し、日本からの直行便も多数就航するこの空港は、東南アジア有数のハブ空港として、多くの航空便が乗り入れており、国営航空会社のシンガポール航空やジェットスター・アジア航空の本拠地でもある。
離発着時は、マレーシア領空を飛行することが避けられないため、航行援助施設利用料をマレーシア政府に支払っている。
- シンガポールチャンギ空港をハブ空港とする航空会社
  - シンガポール航空（フラッグキャリア）
  - ジェットスター・アジア航空
  - タイガーエア・シンガポール
  - スクート
  - シンガポール航空カーゴ
  - シルクエア
    - ヨーロッパ各地とオーストラリアを結ぶ「カンガルー・ルート」の経由地の1つでもある。

## 国民
| 国籍             | 国籍             | 国籍 | 国籍  | 国籍  |
| ---------------- | ---------------- | ---- | ----- | ----- |
|                  |                  |      |       |       |
| シンガポール国籍 | シンガポール国籍 |      | 60.2% | 60.2% |
| 外国籍           | 外国籍           |      | 39.8% | 39.8% |

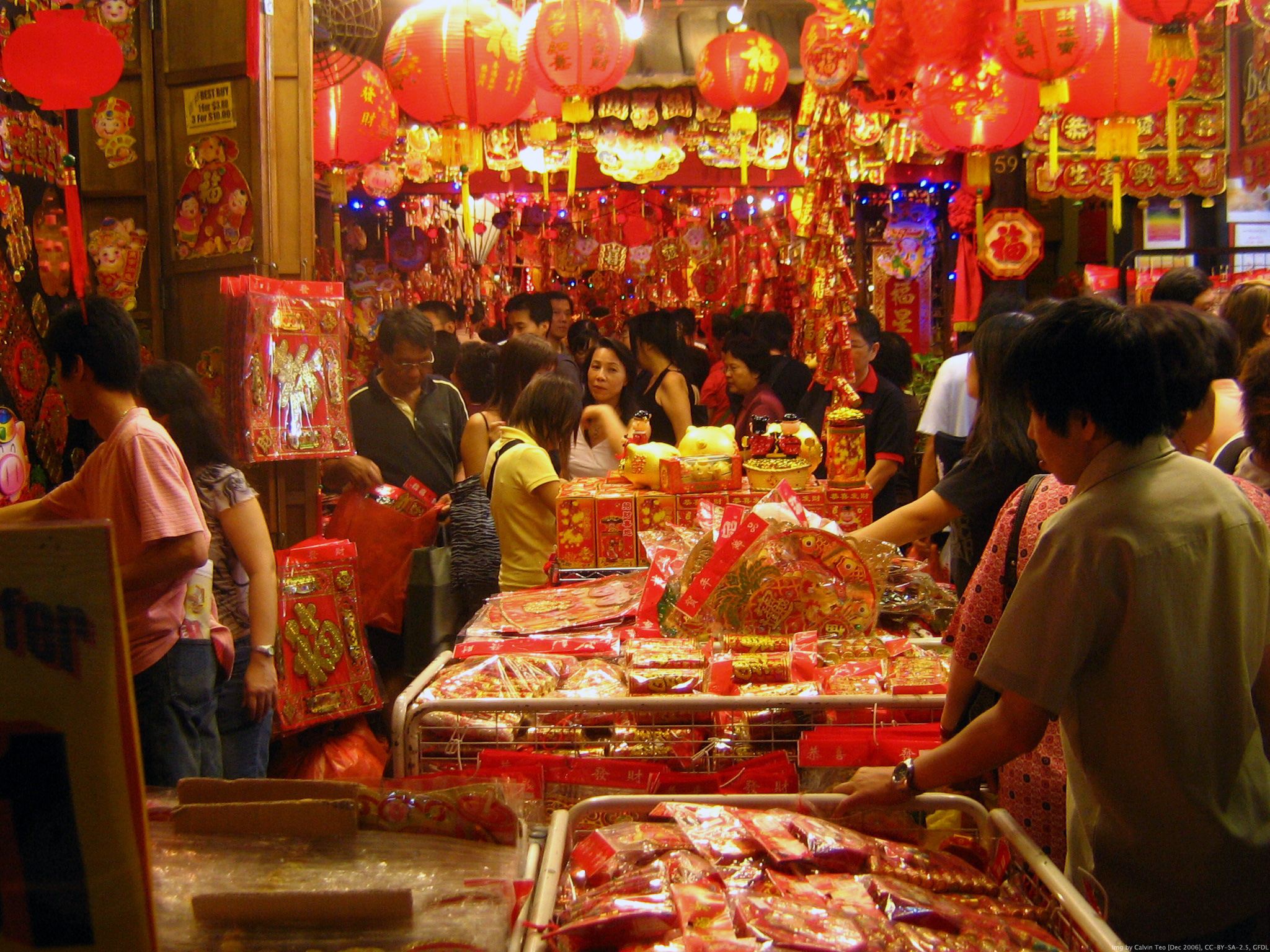
春節のチャイナタウン

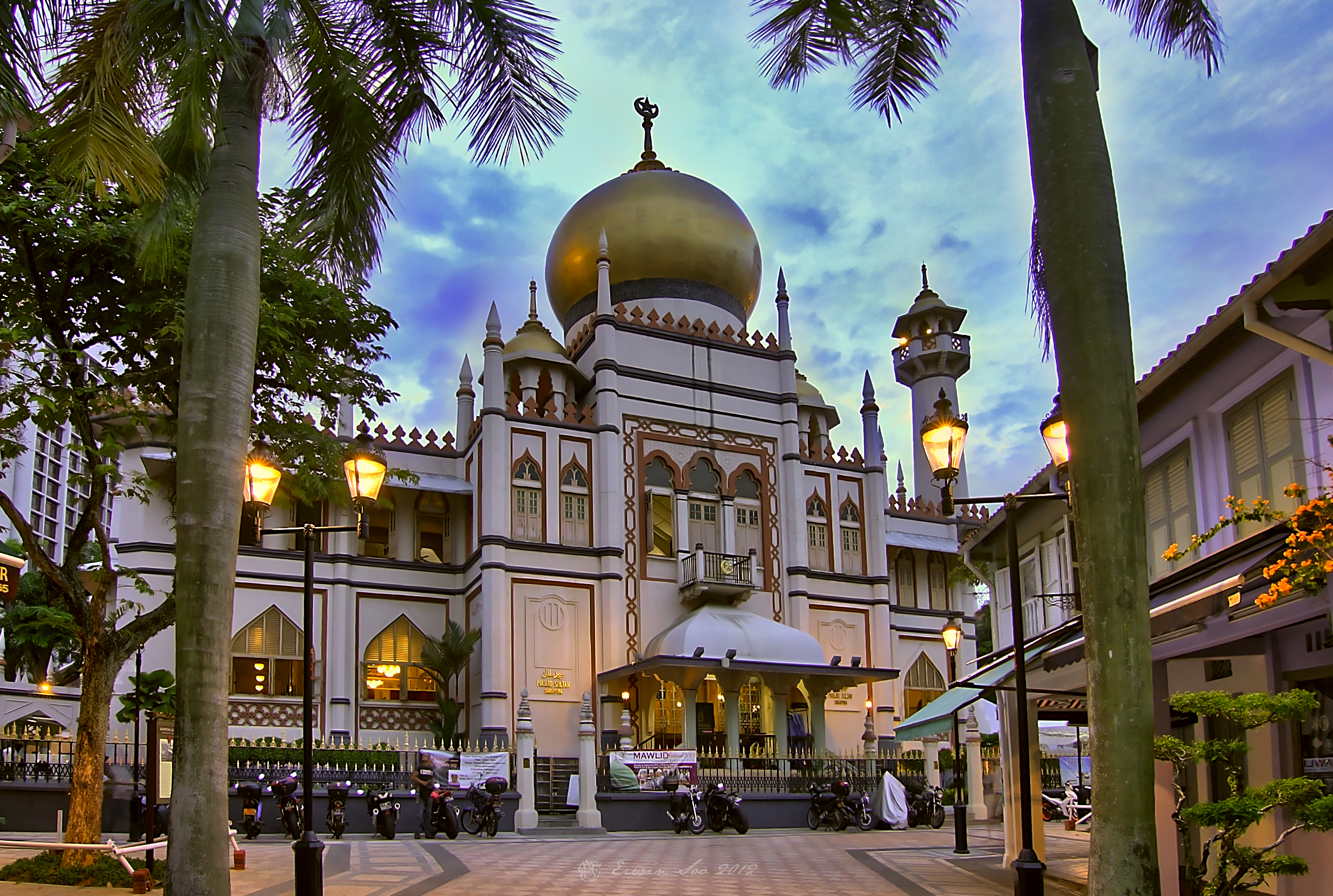
シンガポールのスルタンモスク

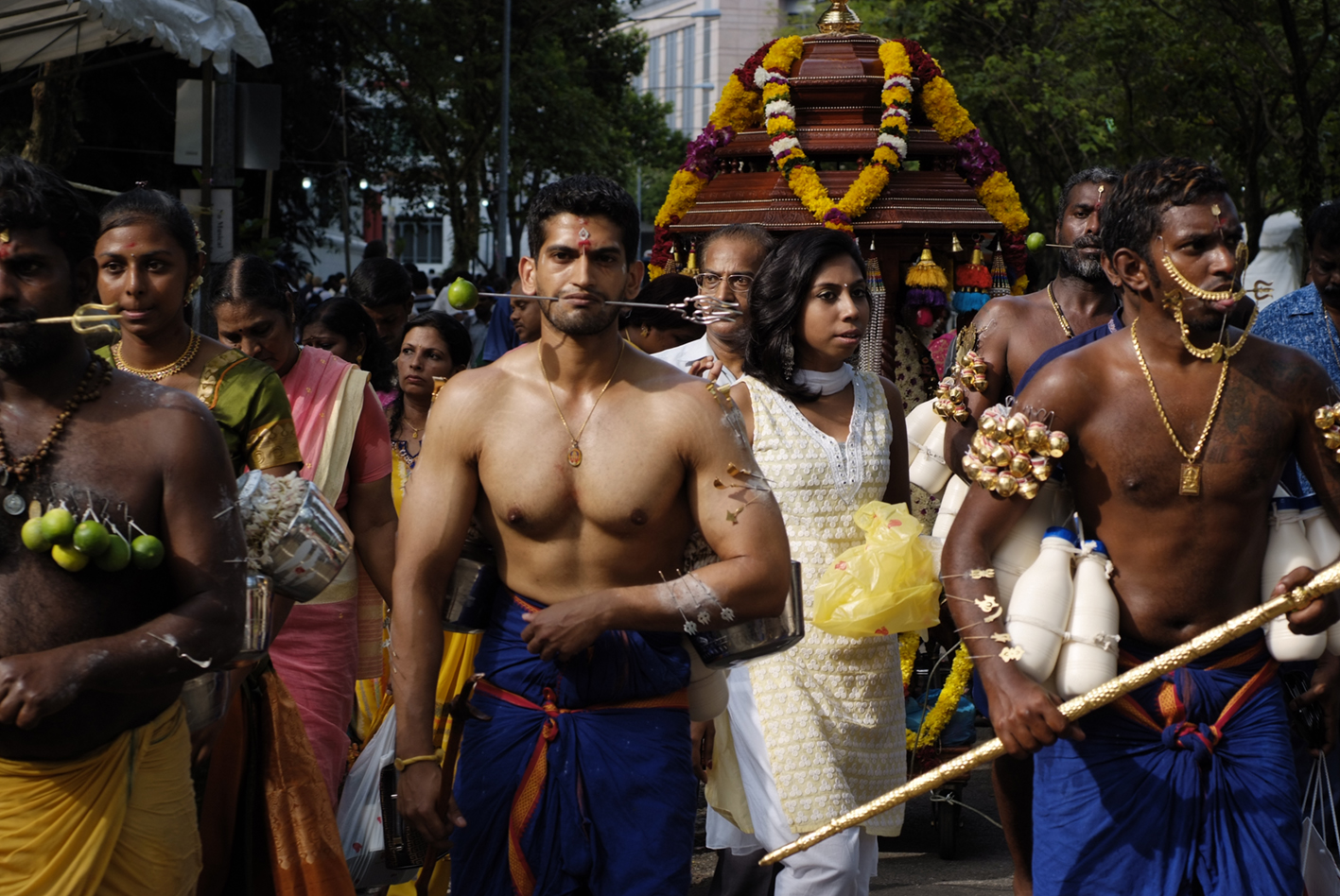
タミル人により執り行われるヒンドゥー教の祭りであるタイプーサム

住民は、華人（中華系）が74%、マレー系が14%、インド系（印僑）が7.9%、その他が1.4%となっている。華人、マレー系、インド系からなる複合民族国家のため、公共メディア、文化一般に3系統の文化が共存するが、共生しながらもそれぞれ異なるコミュニティーを形成している。
政府は2013年に、2030年には外国籍人口が人口の過半数を占めると予測している。
2024年現在、シンガポール全人口のうちシンガポール国民は60.2%にしかならず、残りの39.8%は外国籍である。先進国以外から来た多くの外国人労働者は劣悪な環境を強いられているなど問題も多い。2013年12月8日には、シンガポールとしては約40年ぶりに暴動が発生したが、この切っ掛けはインド人の労働者が個人経営のバスにひかれて死亡した事故であり、その背景として不当に安く働かされている出稼ぎ労働者の不満があるとされる。
高齢化率は2024年時点で19.9%で高齢社会となっている。

### 言語
| シンガポール人の第一言語 | シンガポール人の第一言語 | シンガポール人の第一言語 | シンガポール人の第一言語 | シンガポール人の第一言語 |
| ------------------------ | ------------------------ | ------------------------ | ------------------------ | ------------------------ |
| 言語                     |                          |                          | 第一言語の割合           |                          |
| 英語                     | 英語                     |                          | 48.3%                    | 48.3%                    |
| 中国語                   | 中国語                   |                          | 29.9%                    | 29.9%                    |
| マレー語                 | マレー語                 |                          | 9.2%                     | 9.2%                     |
| タミル語                 | タミル語                 |                          | 2.5%                     | 2.5%                     |

公用語は英語、マレー語、華語（標準中国語）、タミル語（インド系に母語とする者が多い）である。これらの言語は平等に扱われ、学校教育でも、各民族語が英語とともに必須科目として教えられている。シングリッシュ、シンダリン（シンガポール式華語）など、それぞれの言語で、独特の発音や他言語の語彙・文法の混用などが見られる。
華人の間では、潮州語、泉漳語など中国語の各方言も母語としている人がいる。中国語は簡体字で表記されるが、繁体字の使用も見られる。簡体字の導入当初は、シンガポール特有の字体も見られたが、1976年以降は中華人民共和国と同じ字体が実施されている（詳細は「シンガポールにおける漢字」参照）。
1979年から華語普及運動（講華語運動、Speak Mandarin Campaign）が始まり、これ以降に育った若い華人には祖父母世代とのコミュニケーションに若干の困難を伴うことがある。シンガポール統計局によると、5歳以上の華人が家庭で最もよく使う言語として華語を挙げた割合は2000年は45.1%、2010年は47.7%、2020年は29.9%であった。
華人の間でも華語を母語とする人口は減少傾向にあり家庭内で最も使われる言語として2020年、英語に抜かれた。
中国語と英語を公用語とする点で共通する香港とは異なりシンガポール華人の名前は、日本語のマスメディアでは通常英文表記から音訳された片仮名で表記される。氏名の英文表記は必ずしも華語の発音によるものとは限らず、それぞれの祖先の出身地での発音が基になっていることが多い（「陳」を「Chen」ではなく「Tan」と表記するなど）。
マレー語が憲法上国語とされているが、儀礼的なもので、シンガポールがかつてマレーシア連邦の一員だったことの名残でもある。公式の場でもマレー語はほとんど用いられず、ビジネス、行政などでは英語が広く使われ、公共の場の表記や放送も主に英語が使用されている。空港や駅などの案内板、地下鉄の車内放送は英語を公用語とし、場所により中国語、マレー語、タミル語が併用されている。日本人観光客の多い場所では、案内板に日本語が併記されている場合もある。
英語はシンガポールで最も話される言語であり人口の48.3%が母語として使用する。教育でも初等教育から各民族語以外は、英語中心で授業が行われている（大学教育はほぼ英語のみ）。若い世代は大多数がバイリンガルあるいはトライリンガルであるが、古い世代では中国語などの民族語しか話さない者も多い。政府発行の公文書は基本的に英語だが、国語はマレー語、国歌もマレー語である。英語を表記する際には、イギリスの植民地であったことから、colourや、centreなど、イギリス英語が用いられる場合が多い。しかし高等教育を受けていても、英米の母語話者のような英語を流暢に話せる人は少なく、独特の英語（シングリッシュ）を話す。2000年以降、これが問題として取り上げられ、論争が行われている。2020年には、シンガポールはマルチリンガルやバイリンガルを志向するよりもモノリンガル志向、つまり英語を中心とした国になるという趣旨の論文がある。

#### シングリッシュ
シンガポールで話される英語は、独特の発音や用語法があり、シングリッシュ（Singlish）と呼ばれる。マレー語、標準中国語、閩南語が混ざった英語であり、ピジン言語の一種とされる。発音の面から見ると、シングリッシュにおいて、「r」を「l」として発音することが多く、例えば「very」「already」がそれぞれ「vely」と「oleddy」になる。また、語尾に「lah」とつけることもある。また、英語にない語彙もある。語彙のみならず、他言語の文法もそのまま英語に編入され、独特のシンガポール英語ができている。
シンガポール政府は「シングリッシュ」に対して否定的であり、正しい英語を話すことを国民に求めている。大学には、シングリッシュ矯正講座もある。2000年4月には「正しい英語を話す運動」を開始した。

### 宗教
| シンガポールの宗教 | シンガポールの宗教 | シンガポールの宗教 | シンガポールの宗教 | シンガポールの宗教 |
| ------------------ | ------------------ | ------------------ | ------------------ | ------------------ |
| 宗教               |                    |                    | 割合               |                    |
| 仏教               | 仏教               |                    | 33%                | 33%                |
| キリスト教         | キリスト教         |                    | 18%                | 18%                |
| 無宗教             | 無宗教             |                    | 17%                | 17%                |
| イスラム教         | イスラム教         |                    | 15%                | 15%                |
| 道教               | 道教               |                    | 11%                | 11%                |
| ヒンドゥー教       | ヒンドゥー教       |                    | 5.1%               | 5.1%               |
| その他             | その他             |                    | 0.9%               | 0.9%               |

主な宗教は、仏教、道教、イスラム教、キリスト教、ヒンドゥー教など多彩である。
- 仏教は主に華僑系により、中国浄土教系が信仰され、全人口の32.5%を占める。華僑系は、道教の信仰者も多い（約8%）。
- イスラム教は、主にマレー系住民（中華系・インド系も少なくない）により信仰され、全人口の約14%の信者を有する。
- ヒンドゥー教は、主にタミル系住民により信仰されている（約4%）。
- 民族にかかわらずキリスト教が広く信仰されており、全人口の15%程度の信者を有し、カトリックとプロテスタントが1:2の割合となっている。

### 保健
世界でも最高水準といわれる医療制度を誇り、世界各国から医療観光者が訪れる。ユニバーサルヘルスケアが達成されており、公的医療保険は賦課方式ではなく個人別の積立方式であり、#中央積立基金がMedisaveとして運営している。シンガポールの医療制度の効率性は、2000年の世界保健機関（WHO）調査にて世界6位と評された。
シンガポール政府が管掌する公的病院と自由診療の民間病院が存在するが、公的病院は政府により、誰もが安心して受診できるような安価な診療費を設定することが目標とされている。サービスの質を落とさぬよう、病院の運営組織は地域別に2分割され、競争原理が働くよう考慮されている。同一内容の診療でも、永住権を持たない在住者には、高めの費用が設定されている。
またシンガポールでは、筋肉トレーニングが高齢者の健康に良いということが医学界の常識となっており、筋トレの導入に成功した。

### 罰金制度

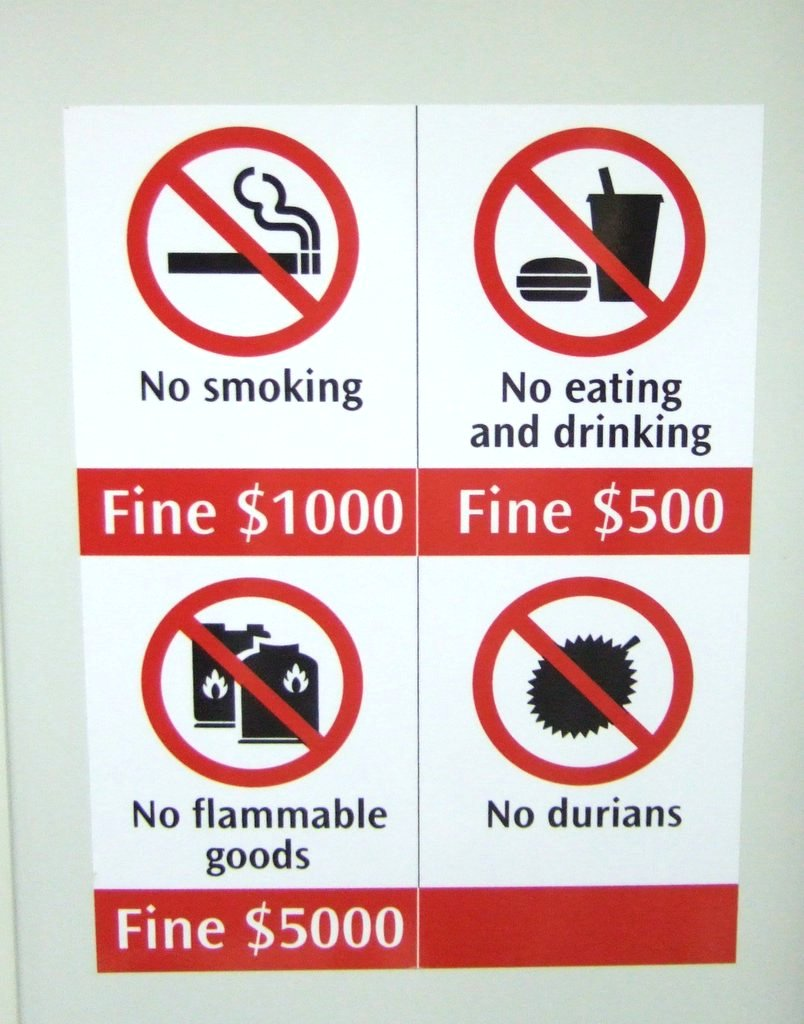
MRT車内に貼ってある罰金の警告表示

禁止場所でのタバコの喫煙、交通違反はもちろんのこと、横断歩道外の道路横断、落書き、便所の水流し忘れや、紙屑一片のポイ捨て、唾の吐き出し、公共交通機関の車内での飲食、水バケツの放置、暗号化されてないWi-Fiの使用にも、罰金や鞭打ち刑の刑罰が科される。
厳しい公衆道徳政策は、時に「ファイン・アンド・ファイン（Fine and Fine）」「ファインシティ（Fine city）」「Singapore is fine country」とも揶揄される。これは、罰金（英語: Fine）と綺麗（同：Fine）を意味する。Have a fine day という「ジョークTシャツ」も見かけられる。
また、シンガポールでのチューインガムの製造、販売、所持、使用、輸出入は、ポイ捨てや悪戯の温床になる事から（医療目的を除き）禁止されており罰金の対象である。このため、清涼菓子製品はメントスが一般的である。

### 言論の自由
2019年10月、偽ニュース・情報操作対策法が成立したが、野党関係者が対象となるケースも多く、運用に懸念の声が上がっている。経済平和研究所によると、シンガポールはさまざまな指標で上位にランクされているが、情報の自由度だけは2022年に2.49と他の先進国に遅れをとっている。
2000年には、デモが禁止されているシンガポールにおいて、唯一合法的な集会が出来る場所として、Hong Lim Park(芳林公園)内にスピーカーズ・コーナーが設置されたものの、事前に発言内容の趣旨について警察に申告しなければならず、また法律で禁止されている民族対立、宗教対立を助長するような発言は一切不可能で、発言することができるのはシンガポール国民、参加できるのは国民もしくは永住権者に限られている。

### 平和
他者の人権を受け入れること、汚職のレベルが低いこと、情報の流通が自由に行われること、ビジネス環境が良好であること、人的資本のレベルが高いこと、資源が公平に配分されること、隣国との関係が良好であること、政府が十分に機能していることによって決定される2023年度の積極的平和指数で、シンガポールは12位と評価された。

## 文化

### 食文化
食生活は外食中心であり、シンガポール人が積極的に自炊をする事はほとんど無い。その理由は以前から商業都市であり、男女関係無く毎日仕事する生活を送るシンガポール人が多いため、自然と時間のかかる自炊よりも外食で済ますことが好まれるようになったからである。外食文化が非常に発達しており、多数のフードコートや、「ホーカーズ」と呼ばれる、大衆向け外食広場が充実している背景もある。一部の観光客向けホーカーズを除けばフードコートやホーカーズで提供される食事の値段は手ごろで、1食分の値段が3〜5S$程度で済むメニューが多い。
なお食後のトレーは返却しなくてよい仕組みだが、返却棚の設備があるフードコートもあり、利用客は自分でトレーを返却することもできる。特に「エアコンのない場所などで食品残渣を放置すると鳥が食べに来るため、病気の拡散リスクに繋がる」とシンガポール公衆衛生協会から衛生マナーの悪さを指摘されている。

#### シンガポール料理
混合文化圏らしく、潮州・福建を起源とする華人料理、南インド系の料理、マレー系の料理に大別される。以下に代表的なものを挙げる。
肉骨茶（バクテー）
骨付きバラ肉等をニンニクや漢方系ハーブで煮込んだスープ。シンガポール系は塩と胡椒で煮込んだ味付けが多く、マレーシア系は醤油やダークソース系が多い。
海南鶏飯（ハイナンチーファン）
海南風チキンライス（現地では、単にチキンライスという）としても有名な料理。鶏のスープで茹でた米飯に蒸し鶏または茹で鶏を添えるもの。タイ料理のカオマンガイ等と同系。表面が茶色くローストしてある場合もある。ウリ系の野菜と煮込んだチキンスープが付くことが一般的。
フィッシュヘッドカレー
大型の魚の頭部を煮込んで作ったカレー。現在では魚全体が入った料理だが、元は解体後の余り物を用いたのが起源。
他にもラクサやチリクラブが代表的な料理として挙げられる。

### 世界遺産
シンガポール国内には、ユネスコの世界遺産リストに登録された文化遺産が1件存在する。

### 娯楽

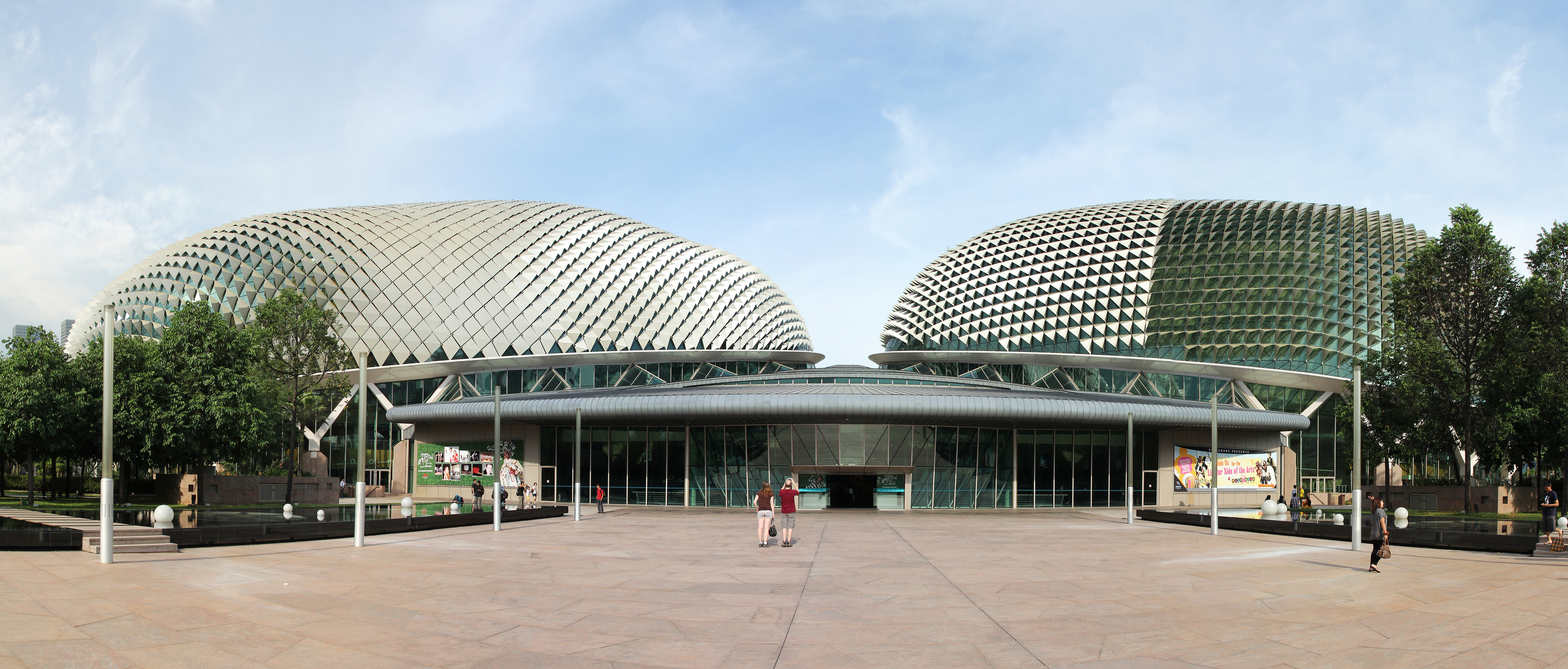
エスプラネード・シアターズ・オン・ザ・ベイ

英語と各種中国語、マレー語という東南アジアの主要言語を揃って使用することの利点を活かし、東南アジアの情報発信地のひとつとして、ポップミュージックやファッションで存在感を見せている。
土地が狭いことや、政府の規制が厳しいためもあり、国内に娯楽施設は少なく、若い世代は映画、クラブやビリヤード、スヌーカー、カラオケに興じることが多い。特にビリヤード場は都市部のそこかしこで見かけることができる。最近ではインターネットカフェが増加している。
臨海部のカジノや、中東部のゲイラン地区には、政府公認の売春地区がある。トランジット（飛行機乗り換え）で立ち寄る西洋人（主にアメリカ系）が中国大陸やロシア東部の女性目的に立ち寄ったり、日本人が顧客の接待で立ち寄ったりするが、基本的には地元のシンガポール人が一番多い。トップレスダンスショーを披露するパリのキャバレー「クレージーホース」を政府が誘致したが、客足が伸びず、開業からわずか1年あまりで閉店される事となった。

### 結婚
婚姻の際、別姓、同姓を選択できる選択的夫婦別姓制。多くの場合は婚姻前の姓をそのまま名乗るが、配偶者の姓に変更することも可能である。なお、イスラム教徒とそれ以外の国民では、制度上の差異が存在する（イスラームにおける結婚も参照）。

### 性的少数者の権利
シンガポールでは、LGBTの権利は年々進歩しており、男性同性間の性行為が2022年に正式に合法化された(女性同性間の性行為は常に合法)。男性同性間の性行為は、2007年に事実上非犯罪化されてから2022年に正式に合法化された。2022年には刑法の第377A条が廃止され、同性間の性行為の刑事化が事実上も法律上も終わり、また2019年以降、反ゲイ暴力や差別に対する保護が法律で定められた。しかし、同性結婚は認められておらず、同性カップルによる子供の養子縁組も制限されている。
シンガポールの社会は一般的に保守的だが、2009年から毎年開催されているLGBTプライドフェスティバル「ピンク・ドット」などのイベントがあり、参加者は数万人に達している。シンガポールの人々の態度も世界的な傾向に沿って、LGBTコミュニティに対してより社会的に受容的で寛容になってきている。

### 祝祭日
| 日付     | 日本語表記           | 英語               | 中国語 | マレー語        | タミル語    | 備考                     |
| -------- | -------------------- | ------------------ | ------ | --------------- | ----------- | ------------------------ |
| 1月1日   | 正月                 | New Year's Day     | 元旦   | Tahun Baru      | புத்தாண்டு       |                          |
| 2月5-6日 | 春節                 | Chinese New Year   | 春节   | Tahun Baru Cina | சீனப் புத்தாண்டு   | 移動祝祭日（太陰暦）     |
| 4月19日  | 聖金曜日・受難日     | Good Friday        | 受难节 | Jumat Agung     |             | 移動祝祭日（教会暦）     |
| 5月1日   | 労働者の日・メーデー | Labour Day/May day | 劳动节 | Hari Buruh      |             |                          |
| 5月19日  | ウェーサク祭         | Vesak Day          | 卫塞节 | Hari Vesak      | விசாக தினம்     | 移動祝祭日（仏教暦）     |
| 6月5日   | ハリ・ラヤ・プアサ   | Hari Raya Puasa    | 开斋节 | Hari Raya Puasa | நோன்புப் பெருநாள்   | 移動祝祭日（イスラム暦） |
| 8月9日   | 独立記念日           | National Day       | 国庆日 | Hari Kebangsaan | தேசிய தினம்     | 建国記念日               |
| 8月11日  | ハリ・ラヤ・ハジ     | Hari Raya Haji     | 哈芝节 | Hari Raya Haji  | ஹஜ்ஜிப் பெருநாள்   | 移動祝祭日（イスラム暦） |
| 10月27日 | ディーパバリ         | Deepavali          | 屠妖节 | Deepavali       | தீபாவளித் திருநாள்  | 移動祝祭日               |
| 12月25日 | クリスマス           | Christmas          | 圣诞节 | Krismas         | கிறிஸ்துமஸ் பண்டிகை | キリスト教徒の主日       |

日曜日が祝日の場合は、月曜日に振り替えられる。移動祝祭日については、2019年の日付である。2015年3月14日、トニー・タンは、シンガポール建国50周年を記念し、8月7日を特別休日に制定すると発表。

### スポーツ
シンガポール国内ではサッカーが最も人気のスポーツであり、バスケットボールやクリケットなども盛んである。また、2008年よりF1シンガポールグランプリが開催されており、F1史上初となるナイトレースが行われている。2016年のリオデジャネイロ五輪では、男子100mバタフライでジョセフ・スクーリングが同国史上初となる金メダリストとなった。
2010年には第1回夏季ユースオリンピックのシンガポールユースオリンピックが開催された。
サッカー
シンガポールでは、1996年にプロサッカーリーグのシンガポールプレミアリーグが創設されている。同リーグは外国資本のクラブの参入が許されており、日本からは2004年よりアルビレックス新潟シンガポールが参戦している。かつては中国の大連実徳や北京国安のサテライトチームや、フランスのエトワールFC、ブルネイのブルネイDPMM FCも参加していた。
シンガポールサッカー協会（FAS）によって構成されるサッカーシンガポール代表は、これまでFIFAワールドカップには未出場である。AFCアジアカップには1984年大会で1度出場を果たしたものの、グループリーグ敗退に終わっている。東南アジアサッカー選手権（AFF三菱電機カップ）では、最多優勝のタイ代表に次ぐ4度の優勝を達成している。

## 通信とメディア
経済平和研究所によると、シンガポールは様々な指標で上位にランクされているが、2022年の情報の自由度だけは2.49と他の先進国に遅れをとっている。政府にリンクされた企業は、シンガポールの国内メディアの多くを管理している。MediaCorpは、シンガポールでほとんどの無料放送チャンネルと無料放送ラジオ局を運営している。 Mediacorpが提供する合計7つの無料テレビ放送チャンネルが存在する。Starhubは、世界中のチャンネルを備えたケーブルテレビも提供している。SingtelのMio TVはIPTVサービスを提供している。シンガポールプレスホールディングスは、政府と密接な関係がある団体であり、シンガポールの新聞業界のほとんどを支配している。
シンガポールのテレビ局は、ニュースチャンネルやドラマチャンネル、アニメチャンネル、スポーツチャンネル、ドラマチャンネル、バラエティーチャンネルなどがある。
シンガポールの衛星放送が映るホテルでは、客室で日本の日本放送協会の国際放送（NHKワールドTV）や、CNN BBCワールドニュースなど欧米の衛星放送、アジア各地の放送を視聴できるようにしている例が多くなっている。

### 性的表現に対する規制
性的表現に関しては厳しく、例えば雑誌のヌードグラビア掲載は厳しく規制されている。PLAYBOYは、名指しで持ち込み禁止されている。そのため、日本のグラビア付週刊誌などは、ヌード写真がある場合は、それを切り取った上で販売されている。また、エロ漫画を含むあらゆる形態のポルノは禁止されている。

## 教育
概要
シンガポールには、インターナショナル・スクール、日本人学校、ローカル校とあり、シンガポール人の一般家庭は英才教育を行うことで有名である。行政機関は教育省（Ministry of Education）で、国の人的資源を最大限に活かすという方針のもと歳出予算が毎年常に全体の2割以上を占め、国防省に次ぐ規模である。
二言語政策の下で2か国語教育が一般的であり、能力主義、実学主義。初等教育（Primary School 6年間）、中等教育（Secondary School 4 - 5年間）、大学準備教育（Junior College 2年間）から大学（University 3 - 4年間）というコースである。初等教育の1～4年目で6割のカリキュラムで英語と母国語を、4割のカリキュラムで数学を学ぶ。初等教育の6年目でPSLE（Private School Leaving Examinationの頭語）という試験を受け、その結果で中等教育の進路が決まる。一般課程は5年。。ITE（en:Institute of Technical Education）は技術や技能を学ぶ国立の総合技術専門学校で、中学校を卒業した生徒たちの進学先の一つとなっている。ITEは1992年に創設され、2016年現在3つの学校を持ち、工学から機械技術、経済・経営、旅行、調理、接客まで多様な専門実習を1 - 2年間受講できる。
就職活動時・就職後・転職活動時に経営学修士を取る人も多い。
シンガポールのロースクールはNUS、SMUと2か所あり、2017年にはSIM大学において新たなロースクールを開校する予定。司法試験の受験資格を得るためにロースクールの修了が条件となる。
シンガポールでの教育環境を目的に外国人が世界中から移住してくることでも知られ、隣接するマレーシアからの越境通学も頻繁である。
知名度
シンガポール国立大学（NUS）、南洋理工大学（NTU）、シンガポールマネージメント大学（SMU）などが有名である。使用される言語はほぼ英語のみである。2016年4月、イギリスの教育専門誌『タイムズ・ハイアー・エデュケーション』（THE）が発表した創立50年未満の大学の世界番付によると、シンガポールのNTUは2位に浮上した
。またOECDによる「15歳の時点での国際学力比較ランキング」では2015年に世界トップに上った。大学評価機関「クアクアレリ・シモンズ(Quacquarelli Symonds)」が2015年9月に発表したランキングでは、NUSが12位、NTUが13位に入りアジアではトップとなった。（なお同調査では日本の京都大学は38位、東京大学は39位）
ジム・ロジャーズは娘の教育のために2007年に渡星している。
日本人学校
現地には日本人学校がクレメンティ校とチャンギ校と中学部と早稲田大学系属早稲田渋谷シンガポール校の4校がある。他にもインターナショナル・スクールやローカル校に通う日本人もいるが、学費は高騰している。

## シンガポールのパスポート

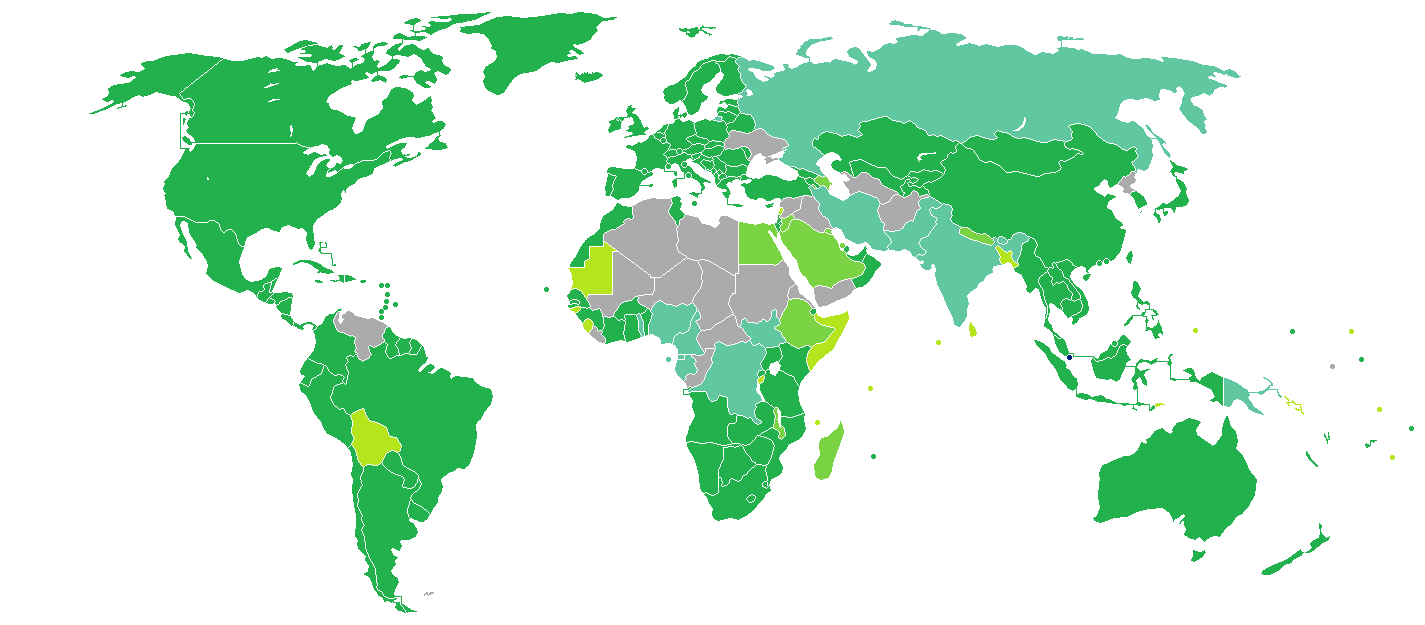
シンガポール国民の査証要件

2019年7月2日時点、シンガポール国民は192の国と地域への入国時にビザなしまたはビザを取得しており、パスポート所有者が事前入国ビザなしで訪問できる国の数で日本に続き第2位である。
すべてのASEAN諸国へのビザなしのアクセスに加えて、シンガポールのパスポートは4つのパスポートの1つ（他はブルネイ、日本、およびサンマリノのパスポート）であり、ビザなしの入国または電子経由の入国が許可されている。
旅行の許可、世界の4大経済圏：
- 中華人民共和国（ビザなし、15日間）
- インド（e-VISA、60日）
- 欧州連合（ビザなし、180日以内に90日）
- アメリカ合衆国（ESTA、90日）

二重国籍
日本と同様、シンガポール政府は二重国籍を厳しく禁止している。二重国籍者は、外国での出生、外国人の親からの降下、または登録によって市民権を取得した可能性がある。18歳以降に自発的および意図的に外国の市民権を取得したシンガポール市民は、政府によってシンガポール市民権を奪われる場合がある。
シンガポール市民として帰化する外国人は、全ての外国市民権を放棄する必要がある。シンガポール国外で生まれ、少なくとも1人の親がシンガポール市民である人は、1年以内にシンガポール領事館に登録して、降下によってシンガポール市民権を取得できる。ただし、外国国籍を取得した人は、22歳に達する前に1つの国籍を選択する必要がある。